# Associação Internacional dos Trabalhadores
 Associação Internacional dos Trabalhadores (AIT), também conhecida como Primeira Internacional ou simplesmente Internacional, foi uma organização internacional fundada em setembro de 1864. Foi a primeira organização operária a superar fronteiras nacionais, reunindo membros de todos os países da Europa e também dos Estados Unidos. A organização abrigou, em seu seio, trabalhadores das mais diversas correntes ideológicas de esquerda: de comunistas marxistas até anarquistas bakuninistas e proudhonianos, além de sindicalistas, reformistas, blanquistas, owenistas, lassalianos, republicanos e democratas radicais e cooperativistas.
Ao longo de sua existência, a Internacional ajudou o desenvolvimento do movimento operário europeu, apoiando greves, sindicatos e sociedades de resistência, além de ter declarado oposição à Guerra Franco-Prussiana e ter prestado apoio à Comuna de Paris, da qual muitos de seus membros participaram. A organização também declarou apoio à União na Guerra de Secessão e ao movimento feniano na Irlanda. A Internacional realizou, entre 1866 e 1872, cinco congressos gerais, onde foram discutidas questões de interesse da classe trabalhadora como as condições de trabalho do proletariado da época, as relações de trabalho, a função e importância dos sindicatos, a coletivização da terra e dos meios de produção, entre outras. Nesses congressos, foram aprovadas diversas resoluções, como a promoção da solidariedade e colaboração entre os operários de toda a Europa em suas lutas, a promoção do trabalho cooperativo, a redução da jornada de trabalho para oito horas e melhores condições de trabalho, sobretudo para mulheres e crianças. É estimado que em seu período de maior afirmação, entre 1870 e 1872, o número de adesões à Internacional tenha superado os 150 mil membros.
A Internacional originalmente funcionava sobre uma base federativa, na qual era concedida grande autonomia às federações e seções locais. A organização era dirigida por um Conselho Geral, que tinha Karl Marx como um de seus dirigentes. O Conselho Geral era composto por membros de diversos países e constituía um órgão de síntese política das diversas tendências internas da organização, e além do tratamento de assuntos internos, como questões financeiras e correspondência, funcionava como uma agência internacional entre os diferentes grupos nacionais e locais da associação, para manter os operários de um país constantemente informados dos movimentos da sua classe em todos os outros países, também intervindo em eventuais conflitos internos. O Conselho Geral também discutia questões a serem abordadas nos congressos gerais e se ocupava da elaboração dos documentos da Internacional.
A organização dividiu-se em 1872, após a realização do congresso de Haia, que estabeleceu a conquista do poder político como uma meta a ser alcançada pelo movimento operário e conferiu poderes mais amplos ao Conselho Geral, que expulsou Bakunin e seus seguidores da organização, que então formaram a Internacional de Saint-Imier, que reuniu além dos anarquistas, todos os demais opositores da linha política do Conselho Geral. Após a cisão, o Conselho Geral foi transferido para Nova Iorque e a organização foi dissolvida em 1876, em uma conferência de delegados na Filadélfia, enquanto a Internacional de Saint-Imier realizou seu último congresso em 1877, em Verviers.

## Estrutura da organização
A Associação Internacional dos Trabalhadores era dirigida por um Conselho Geral, formado a partir de um comitê provisório estabelecido na fundação da organização. O Conselho Geral era composto por operários e intelectuais de diversos países e teve como um de seus principais membros Karl Marx, que redigiu os estatutos gerais da organização. O Conselho Geral era sediado em Londres e constituía o órgão de síntese política da organização e do qual se emanavam as linhas diretivas da organização. De outubro de 1864 a agosto de 1872, o Conselho Geral se reuniu, com grande regularidade, por 385 vezes; nessas reuniões eram discutidas questões como as condições de trabalho dos operários, os efeitos da introdução da maquinaria, as greves que deveriam ser apoiadas, o papel e a importância dos sindicatos e a questão de como construir a "sociedade do futuro". Segundo os estatutos da Internacional, o Conselho Geral funcionaria como uma agência internacional entre os diferentes grupos nacionais e locais da AIT, de tal modo que os operários de um país estejam constantemente informados dos movimentos da sua classe em todos os outros países; seria o responsável pela realização anual de um congresso geral de trabalhadores composto por delegados dos ramos da AIT, em que seriam discutidas as aspirações comuns da classe operária e se tomariam as medidas requeridas para o funcionamento bem sucedido das resoluções de cada congresso e, que "uma vez que o sucesso do movimento dos operários em cada país não poderá ser assegurado a não ser pelo poder da união e da combinação", os membros da AIT empregariam esforços para combinar as sociedades de operários desconexas dos seus respectivos países em corpos nacionais, representados por órgãos nacionais centrais. O Conselho Geral também foi o organismo que se ocupou da elaboração dos documentos da Internacional. Circulares, cartas e resoluções foram os meios frequentemente empregados, enquanto manifestos, mensagens e apelos foram documentos excepcionais, utilizados em circunstâncias particulares.
A Internacional, em cada país, era formada por pelo menos um ramo ou federação, que por sua vez, era composta por diversas seções independentes entre si. A organização funcionava originalmente sobre uma base federativa na qual era concedida grande autonomia às federações, ramos e seções locais. Os ramos ou federações deveriam aglutinar as diversas seções da Internacional ao redor de seus respectivos países, a fim de garantir melhor organização e unidade; porém, tal regra, de acordo com os estatutos da associação, dependeria "das leis peculiares de cada país e que, à parte os obstáculos legais, nenhuma sociedade local independente será impedida de se corresponder directamente com o Conselho Geral". Cada seção tinha o direito de nomear o seu próprio secretário correspondente com o Conselho Geral e cada ramo da organização seria responsável pela idoneidade dos membros que admite. Entretanto, no caso de disputas e conflitos internos, o Conselho Geral poderia intervir. Alguns países, como a Suíça, possuíam mais de uma federação, por conta de conflitos internos. No caso da Suíça, havia a Federação Romanda, ligada ao Conselho Geral, e a Federação do Jura, ligada a Mikhail Bakunin e seus seguidores, opositores do Conselho Geral.
Na realização do Congresso de Haia em 1872, foi aprovada uma resolução que conferia poderes mais amplos ao Conselho Geral, que a partir daquele momento, tinha a tarefa de garantir em cada país a "rígida observação dos princípios, estatutos e regras da Internacional", e a ele se atribuía "o direito de suspender ramos, seções, conselhos ou comitês federais e federações da Internacional". Tal resolução, que resultou na expulsão dos anarquistas da Internacional, assim como a mudança do Conselho Geral de Londres para Nova Iorque, foram os principais motivos para a cisão da Internacional.

## Número de membros

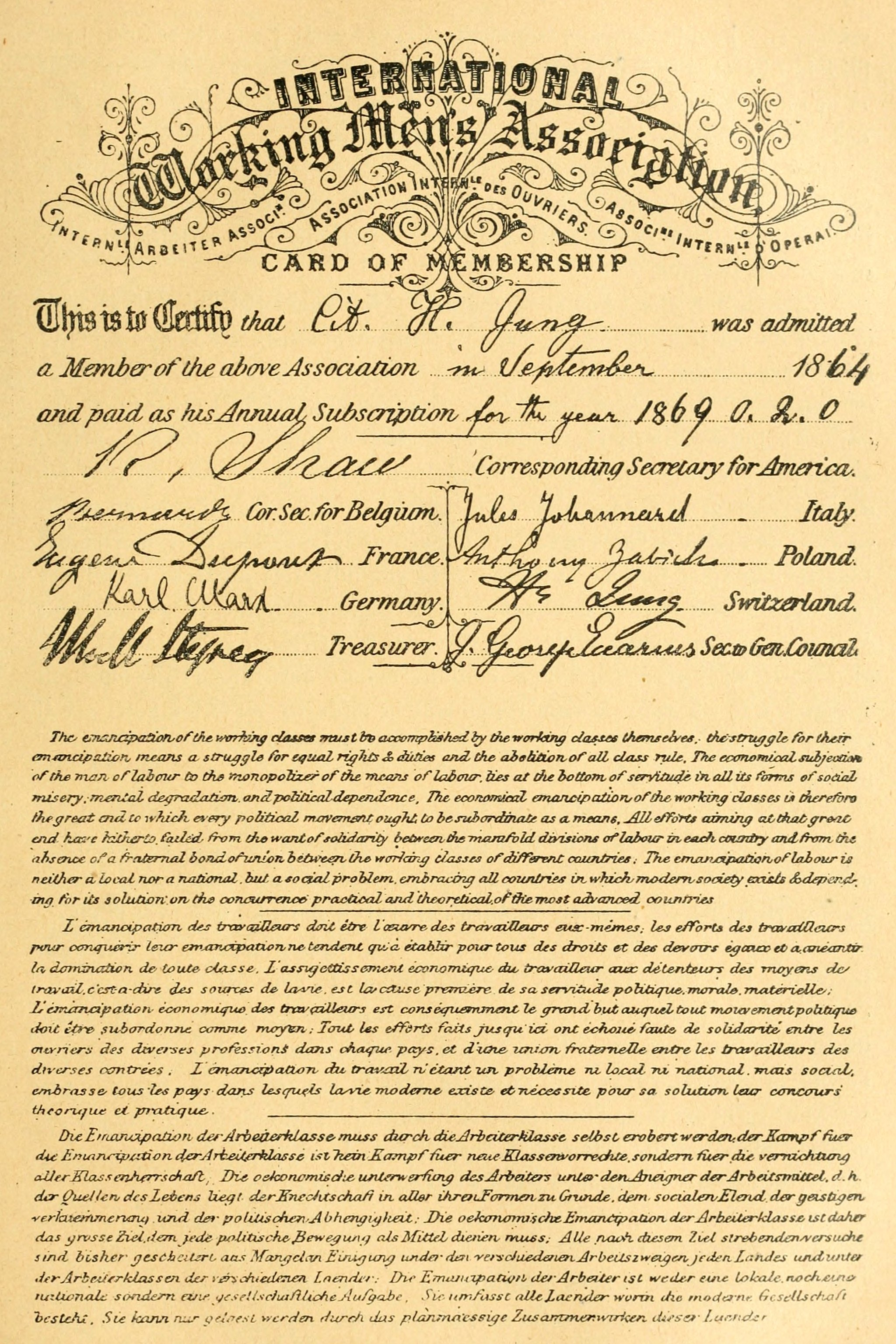
Ficha de filiação à Associação Internacional dos Trabalhadores.

Tanto no curso de sua existência como nas décadas sucessivas, a Internacional foi representada como uma organização vasta e financeiramente poderosa. O número de seus membros sempre foi superestimado: o promotor público que, em junho de 1870, processou alguns dos dirigentes franceses da Internacional, declarou que a organização possuía mais de 800 mil membros na Europa; um ano mais tarde, após a derrota da Comuna de Paris, o jornal The Times afirmou que esse número era de 2,5 milhões; ao passo que seu principal estudioso à época, Oscar Testut, chegou mesmo a especular que em torno de 5 milhões de membros faziam parte da associação. Uma estimativa, ainda que apenas aproximada, da consistência efetiva da Internacional foi sempre uma questão complexa, tanto para seus dirigentes como para seus estudiosos, pois apenas uma parte mínima das organizações integradas à Internacional (como os sindicatos ingleses e partidos alemães) possuía um registro exato dos próprios inscritos, além de a maior parte dos trabalhadores ter ingressado na AIT não por meio de inscrições individuais mas sobretudo mediante adesões de associações coletivas (como por exemplo, as sociedades de resistência), tornando quase impossível uma contagem precisa de seus membros, além do fato de que em diversos países a Internacional foi ilegal por alguns anos, e a clandestinidade dos membros não permite avaliar acuradamente seu número. Porém com bases em pesquisas realizadas, historiadores especulam que durante o seu período de maior afirmação (entre 1871 e 1872), o número máximo de adesões tenha superado 150 mil, mas especificamente 50 mil na Inglaterra, mais de 30 mil na França e na Bélgica, 6 mil na Suíça, cerca de 30 mil na Espanha, cerca de 25 mil na Itália e mais de 10 mil na Alemanha (a maioria militante do Partido Social-Democrata dos Trabalhadores da Alemanha), mais alguns milhares dispersos em outros países europeus e cerca de 4 mil nos Estados Unidos.
Contudo, analisando o contexto da época e levando em consideração a existência de pouquíssimas organizações efetivas da classe trabalhadora, essas cifras podem ser avaliadas como extremamente relevantes. Além disso, é importante levar em conta que excetuando-se a Inglaterra, Suíça, Bélgica e Estados Unidos, a Internacional era considerada uma organização ilegal na maior parte da Europa, inclusive em países onde teve uma presença consistente, como na França, Itália e Espanha, sendo obrigados a agir em clandestinidade. Também foi notável a capacidade agregadora da organização: depois de apenas dois anos de vida, havia conseguido federar centenas de sociedades operárias, e a partir de 1868, graças à propaganda de Mikhail Bakunin e seus seguidores, a ela se agregaram seções na Itália, Holanda, Dinamarca e Portugal. O desenvolvimento da Internacional foi muito irregular; enquanto crescia em alguns países, em outros mantinha-se estável ou regredia sob repressão.
Em relação à totalidade dos trabalhadores da época, porém, os membros da Internacional foram uma parcela reduzida da classe operária. Em Paris, por exemplo, o número de membros jamais ultrapassou 10 mil, e em grandes cidades como Roma, Viena e Berlim seu número foi ainda mais exíguo. A qualificação dos operários que aderiram à Internacional constitui outra prova evidente de seus limites: ela deveria ser a organização dos operários assalariados, mas apenas um número muito exíguo destes tornou-se membro. O principal influxo veio do setor da construção, na Inglaterra, da indústria têxtil, na Bélgica, e de vários tipos de artesãos, na França e Suíça.

## Enquadramento econômico dos associados
Na Inglaterra, com a exceção dos operários siderúrgicos, a força da Internacional entre os trabalhadores da indústria sempre foi limitada, e estes jamais se tornaram a maioria da associação, mesmo após a expansão da organização nos países da Europa meridional. Outra grande limitação da Internacional foi a de não ter conseguido abarcar os trabalhadores não qualificados, embora esforços nessas direções tenham sido realizados desde a preparação para o primeiro congresso da organização. Além disso, a Internacional permaneceu sempre uma organização formada exclusivamente por trabalhadores ocupados, e os desempregados jamais fizeram parte dela, e seus dirigentes, salvo algumas exceções, eram, em maioria, artesãos ou intelectuais.
A situação financeira da Internacional era cronicamente instável. A taxa de inscrição individual era de um xelim, enquanto cada um dos sindicatos devia contribuir, como sujeito coletivo, com três pence por membro. Em muitos países, no entanto, os filiados individuais foram sempre poucos e, na Inglaterra, as contribuições devidas pelos sindicatos foram, constantemente, tão incertas e limitadas que o Conselho Geral acabou por liberar estes últimos para contribuírem com o que podiam. As somas recolhidas pela organização jamais superaram poucas de libras esterlinas anuais, que mal bastavam para pagar o salário de quatro xelins por semana do secretário geral e o aluguel da sede.

## História

### Origens
Em 1862, dois anos antes da fundação da Associação Internacional dos Trabalhadores, ocorria na Inglaterra a Exposição Internacional de Londres. Na ocasião, foi enviada uma delegação custeada pelo governo da França, composta por duzentos operários franceses, para estudar a exposição e redigir relatórios técnicos. Em uma grande festa ocorrida no dia 5 de agosto de 1862, oferecida pelos representantes dos sindicatos ingleses para os trabalhadores franceses, os ingleses leram um manifesto em que expressavam o desejo de uma aproximação entre os operários das diferentes nações, que os franceses responderam propondo que fossem estabelecidos comitês operários para a troca de correspondência sobre as questões internacionais que afetavam a indústria.
Já em julho de 1863, na ocasião da insurreição polonesa contra o Império Russo, os operários ingleses organizaram um comício no St. James's Hall em solidariedade ao povo da Polônia e convidaram os parisienses para enviarem seus delegados. Na ocasião foram discutidos temas que julgavam de fundamental importância para o movimento operário O texto preparatório do encontro, escrito pelo dirigente sindical e futuro presidente da Internacional George Odger, mais tarde publicado no biebdomadário inglês The Bee-Hive com o título Address of English to French Workmen (Mensagem dos trabalhadores ingleses aos trabalhadores franceses), declarava: 
| “ | A fraternidade entre os povos é altamente necessária para a causa do trabalho, pois constatamos que sempre que tentamos melhorar nossa condição social por meio da redução das horas de trabalho, ou pelo aumento dos salários, nossos empregadores ameaçam trazer franceses, alemães, belgas e outros para realizarem nosso trabalho por salário mais baixos. E lamentamos dizer que isso tem ocorrido, embora não em razão de um desejo de nos prejudicar da parte de nossos irmãos do continente, mas pela falta de uma comunicação regular e sistemática entre as classes trabalhadoras de todos os países. Nosso objetivo é elevar os salários dos operários pior remunerados, e não permitir que nossos empregadores nos joguem uns contra os outros e nos empurrem, assim, para a condição mais baixa possível, adequada a sua busca avarenta pelo lucro. | ” |

Foi proposta, então, a criação de um fórum internacional de discussão no qual pudessem, ser examinados, os principais problemas relacionados aos trabalhadores sob uma ideologia inicialmente marcada por lemas gerais de caráter ético-humanitário, tais como a fraternidade entre os povos e a paz mundial. Dessa ideia, surgiria, no ano seguinte, a Associação Internacional dos Trabalhadores.

### Fundação

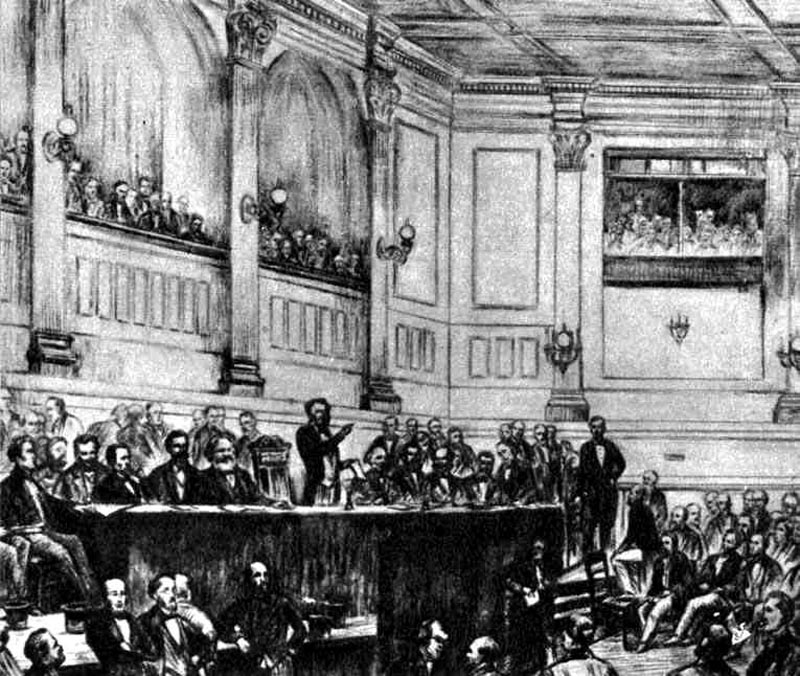
Reunião da fundação da Associação Internacional dos Trabalhadores em 28 de Setembro de 1864.

A Associação Internacional dos Trabalhadores foi fundada no dia 28 de setembro de 1864, em uma reunião no salão do St. Martin's Hall, em Londres. Na ocasião, encontravam-se, ali, cerca de 2 mil trabalhadores, além de delegados de organizações operárias inglesas, francesas, italianas, alemãs, suíças e polonesas. A proposta de criação de uma associação internacional de trabalhadores veio dos delegados franceses Henri Tolain, Joseph Étienne Perrachon e Charles Limousin, que foi calorosamente aplaudida por todos os presentes no St. Martin's Hall, sendo aprovada por unanimidade. Foi estabelecido um comitê provisório formado por 27 trabalhadores ingleses, 9 franceses, 9 alemães, 6 italianos, 2 suíços e 2 poloneses. O comitê recebeu a ordem de preparar um projeto de estatutos e de convocar um congresso operário para 1865. O comitê provisório logo se constituiu no órgão dirigente da associação, o Conselho Geral; e o congresso que originalmente seria marcado para 1865 foi realizado somente em 1866, na cidade de Genebra, pois o Conselho Geral reconheceu que a convocação de um congresso ainda não se fazia possível, sendo marcada para 1865 apenas uma conferência em Londres para discutir questões organizacionais da associação.

Karl Marx.

Entre os membros do comitê eleito estavam o judeu italiano Luigi Wolff, o francês Victor Le Lubez, os ingleses William Randal Cremer e John Weston, e o alemão Karl Marx, que  embora não tivesse se pronunciado durante a reunião no St. Martin's Hall, viria a ter um papel fundamental na organização. Marx foi incumbido de redigir a mensagem inaugural da AIT e seus estatutos gerais por ser o único membro do comitê capaz de se exprimir em francês, alemão e inglês. Os estatutos escritos por Marx foram ratificados pelo então comitê provisório por unanimidade em 1 de novembro de 1864 e depois aprovados no congresso de Genebra, dois anos depois.
As organizações operárias que fundaram a Internacional eram muito distintas entre si. O centro motor foi o sindicalismo inglês, e seus dirigentes eram em maioria reformistas, interessavam-se sobretudo por questões de caráter econômico, lutando pela melhoria de condições dos trabalhadores mas sem colocar o capitalismo em discussão. Viam a Internacional como um instrumento favorável a seu objetivo, impedindo a importação de mão de obra estrangeira durante as greves. Outro ramo significativo da organização, inicialmente dominante na França e na Bélgica foi o dos proudhonistas. Seguidores de Pierre-Joseph Proudhon, eram defensores de um sistema cooperativo sobre uma base federalista, não acreditavam na ação política das classes operárias e acreditavam ser possível modificar o capitalismo mediante o acesso igualitário ao credito. Havia também os comunistas, representados por Karl Marx, ativos principalmente na Alemanha, em algumas cidades suíças e em Londres, os comunistas se opunham ao sistema de produção capitalista, reivindicando a necessidade da ação política para sua derrubada. Também havia na AIT à época de sua fundação componentes sem qualquer tradição socialista e inspirados por concepções vagamente democráticas, como alguns grupos de exilados de países do Leste Europeu e os italianos seguidores de Giuseppe Mazzini. Completando o quadro da organização, havia vários grupos de trabalhadores franceses, belgas e suíços que aderiram à Internacional trazendo consigo as mais diversas teorias, muitas vezes confusas e baseadas no socialismo utópico de Saint-Simon e Robert Owen, além dos lassalianos da Associação Geral dos Trabalhadores Alemães, partido que ostentava nítida posição antissindical e concebia a ação política exclusivamente nos estreitos limites nacionais. Construir uma base geral e saber efetuar a síntese política de uma organização tão ampla e heterogênea, não obstante sua forma federativa, apresentou-se uma tarefa árdua.
Em relação a isso, foi inegável o papel de Karl Marx ao conciliar os interesses de todos esses grupos heterogêneos, garantindo que fosse uma organização firmemente classista e que ambicionava ser de massas e não sectária. Na redação dos estatutos gerais da AIT, Marx valorizou as melhores ideias dos vários componentes da organização, ao mesmo tempo que eliminou inclinações corporativas e acentos sectários, tornando-a um órgão de síntese política de todas as tendências presentes nos diversos contextos nacionais.

### Primeiras adesões
No curso de seu primeiro ano em atividade, o Conselho Geral realizou uma intensa atividade de divulgação dos princípios da associação, o que ajudou a ampliar seu horizonte para além de questões puramente econômicas, como demonstra a presença da Internacional entre as organizações que participaram da Reform League, um movimento pela reforma eleitoral surgido em fevereiro de 1865. A Inglaterra foi o primeiro país em que foram apresentados pedidos de adesão à Internacional. Em fevereiro de 1865, se filiaram à organização 4 mil membros da Sociedade Sindical dos Pedreiros (Operative Society of Bricklayers) e pouco depois, seguiram-se grupos de trabalhadores da construção civil e sapateiros.
Na França, a presença da Internacional começou a tomar forma em janeiro de 1865, com a fundação de sua primeira seção em Paris. Logo foram fundadas outras seções em Lion e Caen. Porém, a força da organização em seus primeiros anos na França foi limitada, e muitas outras organizações operárias francesas tiveram uma consistência numérica superior. Apesar das limitações, os franceses, em grande parte seguidores das ideias mutualistas de Proudhon, consolidaram-se como um dos grupos mais consistentes da Internacional durante a primeira conferência da organização, realizada entre 25 e 29 de setembro de 1865 em Londres, que contou com a presença de 30 delegados provenientes da Inglaterra, da França, da Suíça e da Bélgica, além de alguns representantes da Polônia e da Itália. Cada um deles apresentou informes, sobretudo de caráter organizacional, sobre os primeiros movimentos da Internacional em seus respectivos países. Durante essa conferência foi ainda agendado o primeiro Congresso Geral, que teria lugar no ano seguinte.
No período entre essas duas reuniões, a Internacional continuou a expandir-se na Europa, construindo seus primeiros núcleos importantes na Bélgica e na Suíça romanda. As chamadas leis prussianas de associação (Kombinationsgesetze), que impediam os grupos políticos alemães de estabelecer relações estruturais com organizações de outros países, não permitiam que fossem abertas seções da Internacional na Confederação Alemã. A Associação Geral dos Trabalhadores Alemães, primeiro partido operário da história, fundado em 1863 por Ferdinand Lassalle, que à época contava com 5 mil membros e era liderada por Johann Baptist von Schweitzer, desinteressou-se pela Internacional nos primeiros anos de sua existência e seguia uma linha de diálogo com Otto von Bismarck, reunindo-se diversas vezes com o líder alemão para explorar possibilidades de cooperação, tendo em vista que tanto os líderes da Associação Geral dos Trabalhadores Alemães quanto Otto von Bismarck compartilhavam de posições contrárias ao liberalismo; Schweitzer chegou mesmo a publicar artigos avaliando positivamente as políticas de Bismarck. Essa mesma postura de diálogo foi compartilhada por Wilhelm Liebknecht, apesar de sua grande proximidade política com Marx. Johann Philipp Becker, um dos principais líderes da Internacional na Suíça, tentou contornar essas dificuldades por meio da criação do Grupo de Seções de Língua Alemã, baseado em Genebra e que por um bom tempo foi o único organizador dos núcleos da Internacional na Confederação Alemã.
A obtenção de resultados positivos para a organização foi altamente favorecida pela difusão de jornais que simpatizavam com as ideias da Internacional ou que eram verdadeiros órgãos do Conselho Geral, que contribuíram para o desenvolvimento da consciência de classe e para a rápida circulação de notícias relativas às atividades da Internacional. Dentre os periódicos surgidos nos primeiros anos da existência da organização, destacam-se os biebdomadários publicados em Londres The Bee-Hive e The Commonwealth; o hebdomadário de língua francesa Le Courrier International, também publicado em Londres; o La Tribune du Peuple, órgão oficial da Internacional na Bélgica; o Journal de l'Association Internationale des Travailleurs, órgão da seção na Suíça romanda; o Le Courrier Français, hebdomadário proudhoniano publicado em Paris; e o Der Vorbote, publicado em Genebra, dirigido por Becker.
A atividade do Conselho Geral em Londres foi decisiva para o reforço da Internacional: em 1866, com seu apoio aos grevistas dos Alfaiates Unificados de Londres (London Amalgamated Tailors), a organização contribuiu, pela primeira vez ativamente, para uma luta operária. Em seguida à vitória desses trabalhadores, cinco pequenas sociedades de alfaiates, com cerca de quinhentos trabalhadores cada, decidiram-se filiar-se à Internacional. O resultado positivo de outras disputas atraiu diversos sindicatos menores, tanto que, quando de seu primeiro congresso, as organizações sindicais filiadas eram já dezessete, para um total de mais de 25 mil membros. A Internacional foi a primeira associação a ser bem-sucedida na tarefa de alistar organizações sindicais em suas fileiras.

### Congresso de Genebra de 1866
Entre 3 e 8 de setembro de 1866, a cidade de Genebra sediou o primeiro congresso da Internacional, no qual estiveram presentes 60 delegados, provenientes da Inglaterra, França, Alemanha e Suíça. Naquele momento, a associação pôde fazer um balanço favorável, tendo em apenas dois anos depois de sua fundação acolhido mais de uma centena de sindicatos e organizações políticas.
Os participantes desse congresso se dividiram substancialmente em dois blocos: o primeiro era composto pelos delegados ingleses, alemães e pela maior parte dos suíços e seguia as diretivas do Comitê Central redigidas por Marx, ausente em Genebra; do segundo faziam parte os franceses e uma parte dos suíços, sendo mutualistas seguidores das ideias de Proudhon e liderados por Henri Tolain. Este último grupo via na concessão de crédito gratuito uma medida determinante para transformar a sociedade e rejeitava qualquer interferência do Estado em matéria de relações de trabalho, pois acreditava que isso reforçaria o sistema vigente ao criar mais atritos entre patrões e operários.
Baseando-se nas resoluções preparadas por Marx, os dirigentes do Comitê Central presentes no congresso conseguiram suplantar o grupo numericamente forte dos mutualistas, obtendo resultados favoráveis à intervenção do Estado nas relações de trabalho, com reivindicações reformistas como a redução legal da jornada de trabalho para oito horas.
No congresso de Genebra, apesar da oposição dos mutualistas, dos lassalianos e de alguns seguidores de Robert Owen, também foi reconhecida a função fundamental dos sindicatos, por constituírem eficientes centros de organização e luta da classe trabalhadora, além de "agentes organizados para a superação do sistema de trabalho assalariado e domínio do capital".

### Greves e expansão
A partir do fim de 1866, as greves se intensificaram em muitos países europeus. Embora alguns governos da época atribuíssem a responsabilidade das greves à propaganda da Internacional, a maior parte dos operários que delas participavam nem sequer sabia de existência da Internacional, sendo os protestos motivados pelas precárias condições de trabalho e de vida a que estavam submetidos. Essas mobilizações representaram o primeiro momento de confluência e coordenação com a Internacional, que as apoiou com proclamações e apelos de solidariedade, organizou coletas de dinheiro em favor dos grevistas e promoveu encontros para bloquear as tentativas dos patrões de enfraquecer a resistência dos trabalhadores.
Foi em decorrência do papel concreto desempenhado nesse período de greves e lutas do movimento operário que os trabalhadores começaram a reconhecer a Internacional como lugar de defesa de seus interesses comuns e a solicitar sua filiação. A primeira grande luta vencida com seu apoio foi a dos bronzistas de Paris, cuja greve durou de fevereiro a março de 1867. Também obtiveram resultado vitorioso as greves dos ferreiros de Marchienne, em fevereiro de 1867; dos mineradores da Provence, de abril de 1867 a fevereiro de 1868; dos carvoeiros de Charleroi e dos pedreiros de Genebra, ambas na primavera de 1868. Em cada um desses acontecimentos, houve coleta de dinheiro em apoio aos grevistas da parte dos trabalhadores de outros países, que também se comprometiam a não aceitar qualquer trabalho como substitutos de grevistas, forçando assim os patrões a buscar um compromisso e a aceitar muitas das reivindicações dos operários. Logo após o sucesso dessas lutas, centenas de novos trabalhadores aderiram à Internacional nas cidades onde haviam ocorrido as greves.
Apesar das dificuldades derivadas da heterogeneidade dos países, línguas e culturas políticas, a Internacional conseguiu reunir e coordenar muitas organizações e lutas nascidas espontaneamente, indicando a necessidade da solidariedade de classe e da cooperação internacional, superando o caráter parcial dos objetivos e das estratégias do movimento operário.
A partir de 1867, reforçada pelo sucesso na obtenção de resultados positivos para o movimento operário, pelo aumento no número de militantes e por uma eficiente estrutura organizacional, a Internacional avançou em toda a Europa, sobretudo na França, onde a greve dos bronzistas parisienses teve grande impacto, chegando a atingir mil associados em Paris e superando os quinhentos em Lion e Viena, além da abertura de sete novas seções, uma das quais na Argélia, embora contando apenas com operários franceses. As adesões multiplicaram-se também na Bélgica, em decorrência das greves, e na Suíça, onde ligas operárias, cooperativas e sociedades políticas aderiram com entusiasmo à Internacional.
Apesar do crescimento da organização em toda a Europa, a Inglaterra continuou a ser o país onde a Internacional conquistara maior presença. No decorrer de 1867, a filiação de outra dezena de organizações elevou o número de seus membros para 50 mil, cifra impressionante para a época, quando o total de trabalhadores ingleses sindicalizados era cerca de 800 mil. Essa cifra também corresponde ao mais elevado número de inscritos já atingido pela Internacional em termos absolutos, ainda que não em proporção à totalidade da população, em um único país. Todavia, os anos posteriores da organização na Inglaterra foram marcados por alguma estagnação, pois a Internacional não conseguiu atrair os operários da indústria e os trabalhadores não especializados, à exceção dos escavadores, que aderiram à organização logo após a greve de 1866. Contribuiu também para a estagnação da Internacional na Inglaterra o processo de institucionalização do movimento operário resultante do Reform Act, na sequência da batalha travada pela Reform League, a qual alargou o direito ao voto a mais de um milhão de trabalhadores ingleses. Desse momento em diante, os governantes do país privilegiaram um caminho reformista, enquanto os trabalhadores ingleses começaram a sentir-se parte integrante da sociedade e passaram suas forças do conflito social para a mudança pacífica. Nos outros países europeus, porém, a situação era totalmente distinta. Na Confederação Alemã, a contratação coletiva era quase inexistente; na Bélgica, as greves eram violentamente reprimidas pelo governo; na Suíça, as greves não eram também toleradas; e na França, embora a greve tivesse sido declarada legal em 1864, as primeiras organizações sindicais operavam sob severas restrições.
Em Portugal a Primeira Internacional surge tardiamente. É em 1871 e através de três dirigentes internacionalistas espanhóis que nasce a Internacional no reino português. Foi Anselmo Lorenzo, Tomás Morago e Francisco Mora que em Lisboa vão contactar com os socialistas portugueses e vão fundar o núcleo organizador da Internacional em Portugal. O socialista Batalha Reis destaca os encontros que ocorreram no Rio Tejo entre os espanhois e o próprio, mas também com José Fontana e Antero de Quental. 

### Congresso de Lausanne de 1867
O segundo congresso da Internacional foi realizado em Lausanne, entre 2 e 8 de setembro de 1867, recebendo 64 delegados provenientes da Inglaterra, França, Suíça, Alemanha, Bélgica e Itália. Entre eles, houve uma presença significativa dos mutualistas, que impuseram à agenda do congresso temas tipicamente proudhonianos, como a discussão sobre o movimento cooperativo e o uso alternativo do crédito. Entre outras questões discutidas, estava uma relativa à guerra e ao militarismo. No curso dos debates, o delegado de Bruxelas, César de Paepe, um dos mais ativos militantes e teóricos da Internacional, formulou pela primeira vez a ideia segundo a qual as guerras são inevitáveis num regime de produção capitalista, ao afirmar que "enquanto houver os princípios de nacionalidade e patriotismo continuará a haver guerra; enquanto houver distinção de classes continuará a haver guerra. A guerra não é apenas produto da ambição de um monarca; [...] a verdadeira causa da guerra são os interesses de alguns capitalistas; a guerra é o resultado da falta de equilíbrio no mundo econômico e no mundo político. Se o Congresso de Genebra acredita que se possa alcançar paz no atual contexto social, é ilógico".
Também houve uma discussão sobre a emancipação das mulheres, e o congresso votou a favor de um relatório declarando que "os esforços das nações devem visar à propriedade estatal dos meios de transporte e de circulação", primeira declaração coletivista aprovada em um congresso da Internacional. Todavia, a oposição dos mutualistas à socialização da propriedade obteve a maioria dos votos e a discussão aprofundada sobre o tema foi adiada para o congresso seguinte.

### Congresso de Bruxelas de 1868
Na Internacional, desde a sua fundação, as ideias de Proudhon haviam sido hegemônicas na França e em outras regiões de língua francesa, como a Suíça romanda, a Valônia e a cidade de Bruxelas. Os mutualistas, liderados por Henri Tolain e Ernest Édouard Fribourg, conseguiram deixar uma marca na reunião de fundação da organização, em 1864, na conferência de Londres de 1865, e nos congressos de Genebra e Lausanne. Os mutualistas compunham a ala mais moderada da Internacional e defendiam que a emancipação econômica dos trabalhadores seria alcançada por meio da fundação de cooperativas de produção, financiadas por um banco popular central, além de serem contrários à intervenção do Estado em qualquer questão e atribuíam um caráter negativo à prática de greves como um método de luta, em antagonismo às diretrizes e teses do Conselho Geral.
Marx desempenhou vários esforços para reduzir a influência das ideias de Proudhon no interior da Internacional; e suas ideias foram fundamentais para o amadurecimento teórico dos dirigentes da organização, além de ter tido a capacidade política de afirmá-las, vencendo confrontos internos. Com respeito à cooperação, por exemplo, Marx já havia declarado, em 1866, nas suas instruções para os delegados do Conselho Central provisório, que "para converter a produção social num sistema amplo e harmonioso de trabalho livre e cooperativo são necessárias mudanças sociais gerais, mudanças das condições gerais da sociedade", que não poderiam "ser realizadas a não ser pela transferência das forças organizadas da sociedade dos capitalistas e proprietários fundiários aos próprios produtores", e além disso, recomendava aos trabalhadores que se empenhassem na "produção cooperativa, em vez de lojas cooperativas", pois essas últimas "atingem apenas a superfície do atual sistema econômico, ao passo que a primeira ataca seus alicerces".
Além da oposição de Marx às ideias proudhonistas, muitos operários também eram contrários a tais ideias. As lutas proletárias da época indicavam aos trabalhadores que a greve era a resposta imediata e necessária não só para melhorar as condições existentes, mas também para reforçar a consciência de classe que diversas tendências do movimento operário consideravam indispensável para construir a "sociedade do futuro", o que acabou convencendo os próprios mutualistas de que era não era possível separar a questão social e econômica da questão política, o que ia encontro às ideias de Proudhon.
O congresso de Bruxelas, realizado entre 6 e 13 de setembro de 1868, que contou com 99 delegados provenientes da França, da Inglaterra, da Suíça, da Alemanha, da Espanha e da Bélgica consolidou o enfraquecimento dos setores mutualistas na Internacional. Foram aprovadas nesse congresso resoluções sobre a socialização dos meios de produção, inclusive da propriedade fundiária, além da estatização das minas, transportes, canais, estradas e telégrafos, e de algumas considerações em relação ao meio ambiente, que declaravam que "o abandono das florestas a indivíduos privados causa a destruição das matas necessárias à conservação das fontes e das boas qualidades do solo, assim como da saúde e da vida da população" e que "o congresso acredita que as florestas devem permanecer como propriedade da sociedade". A aprovação dessas resoluções representou uma importante vitória para o Conselho Geral, e a primeira manifestação de princípios propriamente socialistas no programa político de uma vasta organização do movimento operário.
Ainda no congresso de Bruxelas foi novamente discutida a questão da guerra. Foi aprovada uma resolução que dizia que "os trabalhadores são os únicos que tem um interesse evidente e lógico na abolição definitiva de qualquer guerra, tanto econômica quanto política, tanto individual como nacional, porque são eles, no fim das contas, que devem sempre pagar com seu sangue e seu trabalho o acerto de contras entre os beligerantes, não importando se estão do lado dos vencedores ou no dos vencidos", e que os operários, portanto, considerar toda guerra "como uma guerra civil". Além disso, foi sugerido por César de Paepe o uso da greve geral como instrumento contra a guerra.

### Congresso da Basileia de 1869

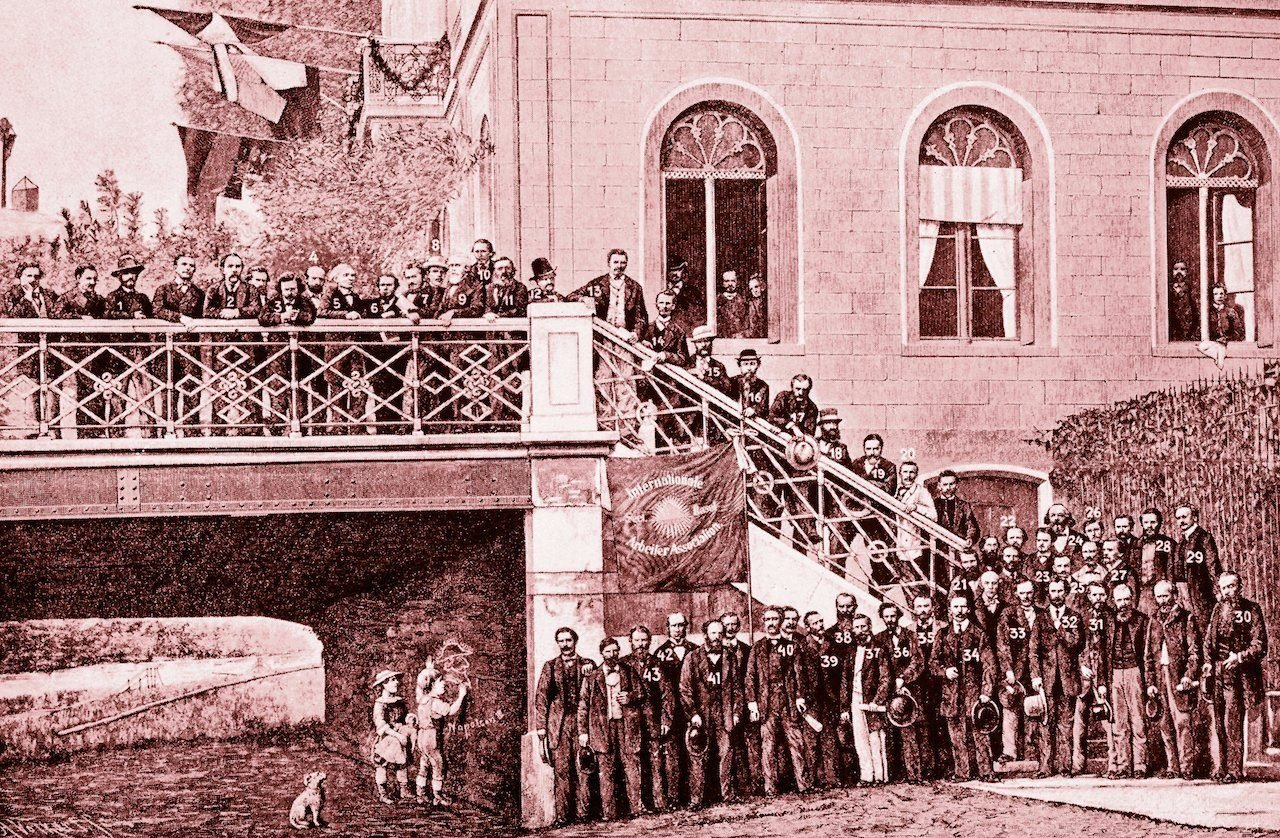
Delegados do congresso da Basileia.

Se o congresso de Bruxelas marcou um notável enfraquecimento das ideias mutualistas no interior da Internacional, o congresso da Basileia consumou esse processo, erradicando o mutualismo proudhoniano até mesmo da França, país onde até então tais ideias eram praticamente hegemônicas.
O congresso foi realizado entre 5 e 12 de setembro do ano de 1869, e contou com a presença de 78 delegados, provenientes da Suíça, Alemanha (entre eles Wilhelm Liebknecht, do Partido Social Democrata dos Trabalhadores Alemães), Inglaterra, França, Espanha, Itália, Áustria e Bélgica, além de um representante do Sindicato Nacional dos Trabalho dos Estados Unidos.
As resoluções sobre a propriedade fundiária, aprovadas em Bruxelas no ano anterior, foram confirmadas numa nova votação, aprovada por 54 delegados com apenas 4 contrários e 13 abstenções; o novo texto, no qual é declarado que "a sociedade tem o direito de abolir a propriedade individual do solo e de dá-lo à comunidade" foi acolhido também pelos delegados franceses, dos quais onze deles votaram à favor da proposta, entre eles, Louis Eugène Varlin, que mais tarde se tornaria um dos protagonistas da Comuna de Paris. Dez se abstiveram e quatro votaram contra, entre eles, Henri Tolain. Depois do congresso da Basileia, o mutualismo deixou de exercer influência nos setores franceses da Internacional.
O congresso da Basileia também contou com a presença do delegado Mikhail Bakunin, que viria a exercer grande influência no interior da Internacional. Em setembro de 1868, ele havia fundado em Genebra a Aliança da Democracia Socialista, organização que, em dezembro daquele ano, apresentou um pedido de adesão à Internacional, inicialmente rejeitado, sob o argumento de que a Aliança da Democracia Socialista também era uma organização internacional por si mesma, e apenas organizações nacionais eram permitidas enquanto membros na Internacional. A Aliança foi dissolvida e os vários grupos que a formavam uniram-se à Internacional separadamente.
Bakunin conquistou rapidamente notável influência em várias seções suíças, espanholas, francesas, e depois da Comuna de Paris, italianos; e já na Basileia, conseguiu influir sobre o êxito do congresso, como demonstra o voto sobre o direito de herança, primeiro caso em que os delegados rejeitaram uma proposta do Conselho Geral.

#### Divergências entre Marx e Bakunin

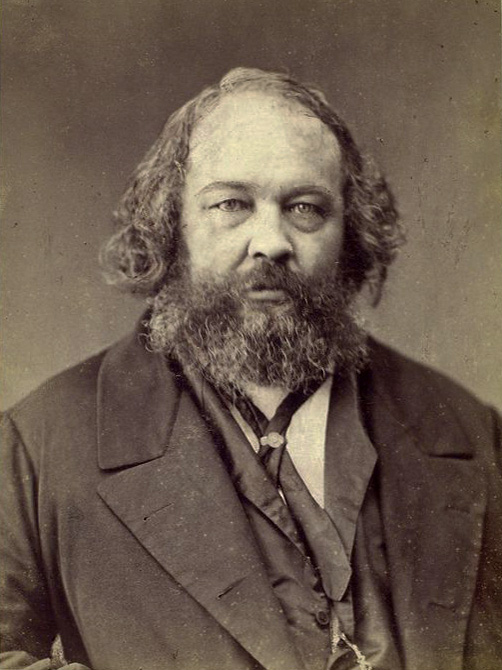
Mikhail Bakunin.

Desde o congresso de Basileia e com a crescente influência de Bakunin no interior da Internacional, tornaram-se comuns divergências entre seus partidários e os de Karl Marx e até mesmo conflitos pessoais entre as duas personalidades, o que se agravou após a realização do congresso de Haia, que levou a organização à sua cisão e crise em 1872. Com frequência, Marx preferiu ridicularizar e caluniar as posições de Bakunin, enquanto o anarquista russo comumente se valia de insultos e acusações pessoais.
Apesar das convergências quanto à necessidade de abolir as classes e o poder político do Estado na sociedade socialista, os dois lados divergiam radicalmente sobre as questões cruciais do caminho a se tomar e das forças sociais requeridas para efetuar a transformação. Sobre esses temas fundamentais, Marx e Bakunin tinham concepções radicalmente distintas. Enquanto para Marx o sujeito revolucionário por excelência era uma classe particular, o proletariado fabril, Bakunin voltava-se à massa em geral, à "grande ralé popular, quase impoluta pela civilização burguesa, que carrega em seu interior e em suas aspirações, em todas as necessidades e misérias de sua vida coletiva, todas as sementes do socialismo do futuro". Além disso, Marx acreditava que a transformação social precisava ser acompanhada de determinadas condições históricas, de uma organização eficiente e de um longo processo para chegar à formação da consciência de classe entre as massas, enquanto Bakunin acreditava que "a grande ralé popular" era dotada de "um instinto tão invencível quanto justo, por si só suficiente para inaugurar e fazer triunfar a revolução social".
O dissenso entre Marx e Bakunin se manifestou também na identificação dos instrumentos mais adequados para a realização do socialismo. Bakunin acreditava na ação direta e passou uma parte significativa da sua vida militante criando sociedades secretas, ou organizações compostas por um grupo restrito de pessoas, sobretudo intelectuais, um "Estado-maior revolucionário, composto de indivíduos dedicados, enérgicos, inteligentes, e acima de tudo, amigos sinceros do povo", que preparariam a insurreição e fariam a revolução. Marx acreditava que a revolução se daria com a conquista do poder político do proletariado, estando convencido de que as sociedades secretas "contrastam com o desenvolvimento do movimento operário", porquanto, "em vez de educar os operários, submetem-nos a leis autoritárias e místicas, que obstaculizam sua autonomia e conduzem sua consciência numa direção equivocada". Bakunin opôs-se a toda ação política da classe operária que não visasse diretamente à revolução, inclusive a mobilização por reformas sociais e a participação em eleições, enquanto Marx não desprezava a luta por reformas e objetivos parciais, embora com a convicção de que estes deveriam servir para reforçar a classe operária na luta para derrubar o modo de produção capitalista, e não para integrá-la ao sistema. Bakunin acreditava que a Internacional deveria pôr na base de seu programa "a organização da solidariedade internacional para a luta econômica do trabalho e contra o capital", de forma a conduzir o proletariado "para fora da política do Estado e do mundo burguês" e rejeitava veementemente o conceito marxista de ditadura do proletariado, argumentando que qualquer revolução deveria ser liderada diretamente pelo povo, enquanto qualquer "elite esclarecida" só deveria exercer influência discreta, "jamais impondo-se na forma de uma ditadura a outrem, e nunca se aproveitando de qualquer direitos oficiais, em termos de benefício ou significância". Bakunin defendia que o Estado deveria ser imediatamente abolido porque todas as formas de governo eventualmente levariam à opressão.
| “ | Eles [os marxistas] defendem que nada além de uma ditadura - a ditadura deles, é claro - pode satisfazer o desejo das pessoas, enquanto nossa resposta para isso é: nenhuma ditadura pode ter qualquer outro objetivo para além de sua autoperpetuação, ela pode apenas levar à escravidão o povo que tolerá-la; a liberdade só pode ser criada através da liberdade, isto é, por uma rebelião universal das pessoas e da organização livre das multidões de trabalhadores de baixo para cima. | ” |

Marx via a ideia de "abolir o Estado por decreto" como ingênua, por não acabar com as condições sociais que fazem do Estado uma necessidade e realidade, além de julgar Bakunin incapaz de distinguir o poder burguês do poder proletário. No artigo "A indiferença em matéria política", publicado em dezembro de 1873 no jornal italiano Almanacco Repubblicano, para contrastar a hegemonia do anarquismo no movimento operário da Itália, Marx afirmara polemicamente:
| “ | Se a luta política da classe operária assume formas violentas, se os operários substituem pela sua ditadura revolucionária a ditadura da classe burguesa, então, segundo Bakunin, eles cometem o terrível delito de leso princípio; pois para satisfazer suas miseráveis necessidades cotidianas, para quebrar a resistência da classe burguesa, em vez de abaixar as armas e abolir o Estado, eles lhe dão uma forma revolucionária e transitória. | ” |

Apesar de os conflitos entre os partidários e personalidades de Marx e Bakunin terem polarizado a Internacional em dois grupos distintos, é incorreto afirmar que a futura crise da organização tenha se dado apenas por esse motivo. Mudanças no contexto histórico da época também levaram a organização ao seu declínio. O crescimento e a transformação das organizações do movimento operário, o fortalecimento dos Estados-nação, causado pela unificação nacional da Itália e da Alemanha, a expansão da Internacional em países como a Espanha e a Itália, com condições econômicas e sociais muito diferentes daquelas da Inglaterra e da França, onde a organização havia nascido, a definitiva virada moderada do sindicalismo inglês e a repressão que se seguiu à queda da Comuna de Paris acabaram tornando a configuração original da Internacional inapropriada para aquele contexto, ajudando a acelerar a crise da organização.
Em diversas regiões da Europa foi sentido a polarização dos dois grupos distintos. De facto, na "década de 70 ocorre [...] um confronto pelo controlo das periferias, como era o caso da Península Ibérica". Em Portugal existe um intenso debate e confronto, entre Marx e Bakunin, para controlar politicamente a secção da Internacional portuguesa.  

### Desenvolvimento da organização na Europa e oposição à Guerra-Franco Prussiana
O período entre o fim dos anos 1860 e o início dos anos 1870 foram marcados por vários conflitos sociais. Nesse ínterim, muitos dos trabalhadores que tomaram parte nos protestos resolveram dirigir-se à Internacional, cuja fama difundia-se cada vez mais entre o movimento operário, solicitando a ela a intervenção em favor de sua luta. Apesar de seus recursos limitados, o Conselho Geral jamais deixou de responder às instância que o procuraram, manifestando-se por meio da redação de apeles de solidariedade endereçados a todas as suas seções europeias e organizando coletas de fundos. Em março de 1869, por exemplo, o Conselho Geral interveio em resposta aos 800 tecelões e tingidores da Basileia que haviam recorrido à Internacional solicitando apoio a sua greve, e, apesar de não ter conseguido enviar mais do que 4 libras esterlinas, graças a uma circular, conseguiu recolher mais 300 libras entre os diversos grupos de operários em muitos países. A Internacional ainda teve papel significativo na luta dos operários da indústria mecânica de Newcastle pela redução da jornada de trabalho para nove horas, onde foi determinante a mediação política de dois emissários da organização, James Cohen e Johann Eccarius, que conseguiram debelar a tentativa dos patrões de substituir os grevistas ingleses por trabalhadores de outros países europeus. Desde o sucesso dessa luta, que se tornou um caso de dimensões nacionais, os patrões desistiram de recrutar trabalhadores do outro lado do canal da Mancha para substituir grevistas, prática recorrente até então.
Em 1869, a Internacional obteve significativa expansão em toda a Europa. A Inglaterra, no entanto, foi uma exceção. O congresso dos sindicatos ingleses, reunidos em Birmingham em agosto, enviou uma recomendação a todas as suas organizações afiliadas para que aderissem à Internacional; porém, o apelo não foi atendido e o número de adesões permaneceu mais ou menos igual àquele atingido em 1867. Também os dirigentes sindicais ingleses, moderados e pouco propensos a questões teóricas, mostraram um interesse limitado nos confrontos da organização.
Em todos os países europeus em que a Internacional obteve alguma força, seus militantes deram vida a organizações independentes daquelas já existentes. De acordo com sua grandeza, estas assumiram a força de seções locais e/ou de federações nacionais. Na Inglaterra, ao contrário, a Internacional teve uma configuração distinta: era constituída de sindicato, que, naturalmente, jamais desmantelaram suas estruturas, e além disso, o Conselho Geral, com sede em Londres, desempenhava a dupla função de centro da organização e de liderança para a Inglaterra. De qualquer modo, as filiações sindicais na Inglaterra mantiveram cerca de 50 mil trabalhadores em sua órbita de influência, de modo que, no fim da década de 1860, a Internacional encontrava-se reforçada em toda a Europa.
Devido à repressão imperial, o ano de 1868 na França ficou caracterizado por uma forte crise da Internacional, que, com a única exceção de Rouen, teve todas as suas seções extintas. Em contrapartida, o ano seguinte foi o de reorganização da associação no país. Após o congresso da Basileia, Tolain deixou de representar a figura de ponta da organização e surgiram novos dirigentes, entre eles, Eugène Varlin, que abandonara suas antigas convicções mutualistas. O ano de 1870 foi o momento de expansão máxima da Internacional na França. Estima-se que em Paris a organização tivesse em suas fileiras cerca de 10 mil membros, muitos dos quais aderiram à Internacional por meio de sociedades cooperativas, câmaras sindicais e sociedades de resistência; na cidade de Lion, onde em setembro de 1870, após uma sublevação, uma comuna havia sido proclamada e violentamente reprimida, as estimativas seriam de 3 mil trabalhadores, o mesmo número de Rouen; ao passo que em Marselha eram mais de 4 mil. A partir de 1870, testemunhando a popularidade da organização entre os operários, blanquistas começaram a aderir à associação. Também houve um pedido de adesão por parte do grupo Proletários Positivistas de Paris, que foi negado, porquanto a Internacional não aceitava a filiação de grupos que se definiam por sua tendência política.
Na Bélgica, o período que se seguiu ao congresso de 1868, realizado em sua capital, distinguiu-se pela ascensão do sindicalismo, o êxito vitorioso das greves e a adesão à Internacional de várias sociedades operárias. O número máximo de inscritos atingiu seu máximo no começo dos anos 1870, quando chegou a cerca de 30 mil.

Logotipo da Federação do Jura.

O progresso da Internacional manifestou-se também na Suíça durante esse período. Em 1870, o número total de seus militantes chegou a 6 mil. Na cidade de Genebra, existiam 34 seções para um total de 2 mil filiados; enquanto na região do Jura eram cerca de 800. Porém, não tardou até que as teorias de Bakunin começassem a exercer influência e dividissem a organização em dois grupos. Ambos os grupos se confrontaram no Congresso da Federação Romanda, realizado e abril de 1870, propriamente para deliberar sobre a decisão de acolher no interior da federação a Aliança da Democracia Socialista. A impossibilidade de conciliar a disputa entre os dois grupos determinou a realização de dois congressos paralelos, e somente após a intervenção do Conselho Geral conseguiu-se uma trégua. O grupo que se alinhava às posições de Londres, levemente minoritário, conservou o nome de Federação Romanda, e teve como destaque Nikolai Utin, fundador da primeira seção russa da Internacional, na cidade de Genebra, e também Johann Philipp Becker, que apesar de ter colaborado com Bakunin de meados de 1868 até fevereiro de 1870, conseguiu evitar que na Suíça a organização caísse inteiramente sob sua influência. O outro grupo, ligado a Bakunin, assumiu o nome de Federação do Jura, e sua consolidação apresentou uma etapa importante na construção de uma corrente anarquista e coletivista no interior da Internacional. Sua figura de maior destaque foi James Guillaume, que viria a ser um dos principais opositores do Conselho Geral após 1871.

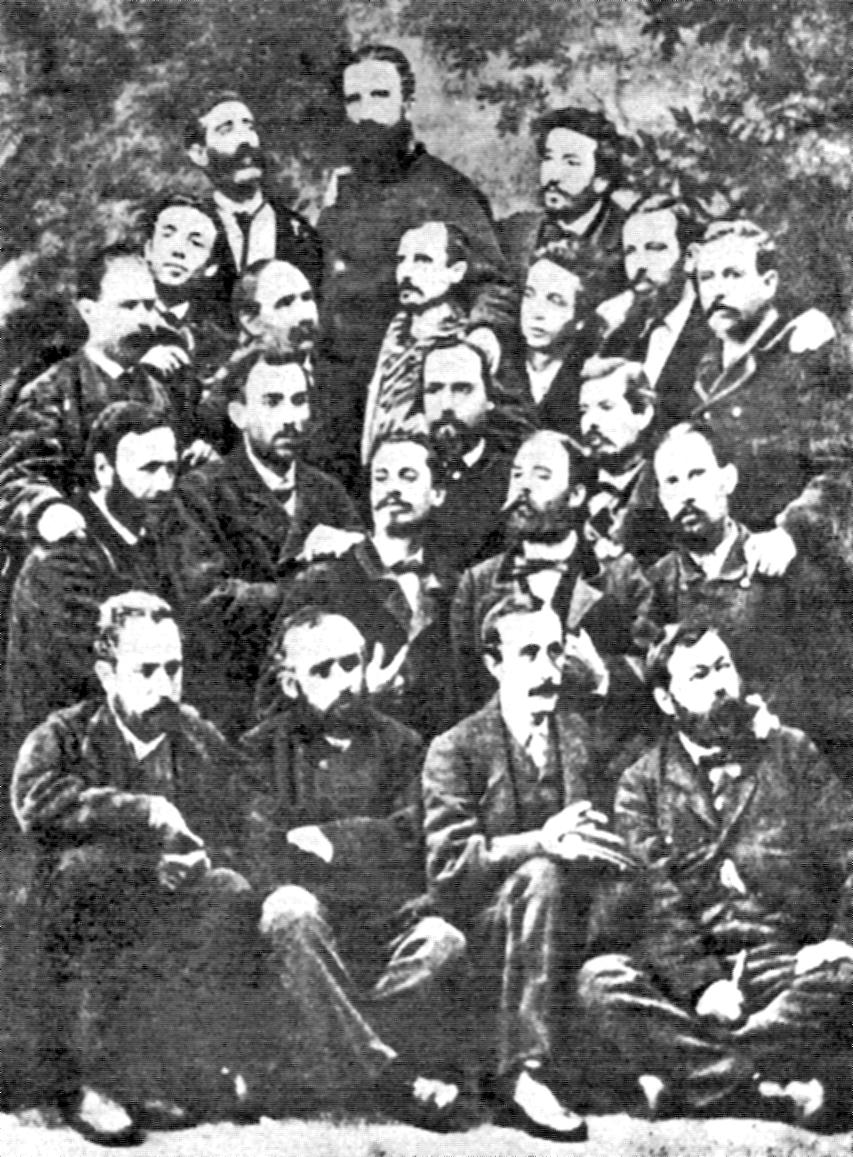
Giuseppe Fanelli, no centro e ao fundo, e o grupo fundador da Primeira Internacional em Madrid, em outubro de 1868.

Logotipo da Internacional usado pela Federação Espanhola.

Nesse período, as ideias de Bakunin começaram a difundir-se em vários países, sobretudo no sul da Europa. O país em que obtiveram o consenso mais rapidamente foi a Espanha. Na Península Ibérica, com efeito, a Internacional nasceu graças à iniciativa do anarquista napolitano Giuseppe Fanelli, que, entre outubro de 1868 e meados de 1869, a convite de Bakunin, viajou a Barcelona e Madrid para fundar seções da Internacional e grupos da Aliança da Democracia Socialista, na qual o italiano também militava. A viagem obteve resultados positivos, porém também geraram confusão, pois Fanelli, de fato, difundiu tanto os documentos da Internacional quanto os princípios da Aliança da Democracia Socialista, o que fez com que os operários fundassem a Internacional com os princípios da Aliança da Democracia Socialista. Apesar disso, a propaganda de Fanelli mostrou-se útil, uma vez que favoreceu a formação de importantes dirigentes para associação, como Anselmo Lorenzo; além disso, as ideias da Internacional encontraram na Espanha um movimento operário em formação, disposto a organizar-se e a lutar. Já no tempo do congresso da Basileia, de fato, o delegado Rafael Farga i Pellicer pôde referir-se à existência de cerca de uma dezena de seções espanholas.
Na Alemanha, as coisas tomaram um rumo totalmente diverso. Apesar de o movimento operário daquele país já contar com duas organizações políticas (a Associação Geral dos Trabalhadores Alemães, de orientação lassiana, e o Partido Social Democrata dos Trabalhadores da Alemanha, de orientação marxista), seu entusiasmo pela Internacional foi mínimo, assim como foram escassos os pedidos de adesão. Pelo temor de possíveis perseguições da parte do governo, durante os três primeiros anos de vida da Internacional os militantes alemães quase ignoraram a existência da organização. A partir de 1868, paralelamente à fama e aos sucessos que a Internacional começou a obter em outros países europeus, esse cenário se alterou, e os dois partidos alemães, em concorrência recíproca, ambicionaram representar a ala nacional. Na disputa com os lassalianos, Liebknecht tentou usar a proximidade de sua organização com as posições de Marx, mas a adesão do Partido Social Democrata dos Trabalhadores da Alemanha à Internacional, foi, na verdade, mais formal do que real. Dos cerca de 10 mil membros que estavam registrados nesse partido apenas um ano após sua fundação, aqueles que se filiaram à Internacional foram apenas algumas centenas. Além de aspectos legais, o forte nacionalismo dos alemães, que aumentou ainda mais na década de 1870, aliado a maior preocupação com questões internas, também pesaram para a baixa aceitação da Internacional na Alemanha.
Em 1869, se deu a fundação de novas seções da Internacional e o crescimento da organização na Holanda e na Itália, além da criação de seções nos Estados Unidos, onde a iniciativa foi dada por alguns imigrantes europeus. Todavia, a organização nos Estados Unidos foi comprometida, desde seu nascimento, por duas limitações que jamais foram superadas: ela não conseguiu aplacar o caráter nacionalista dos vários grupos que a ela aderiram, e tampouco atrair operários nativos.
Nesse cenário de dimensão universal, ainda que marcado por evidentes contradições e pelo seu desigual desenvolvimento nos diversos países, a Internacional se preparava para a realização de seu quinto congresso, em setembro de 1870, a princípio, previsto para ser sediado em Paris; porém a repressão exercida pelo governo francês fez com que o Conselho Geral cogitasse transferi-lo para a cidade de Mainz. Todavia, a Guerra Franco-Prussiana, deflagrada a 19 de julho de 1870, forçou a suspensão do congresso.
O estouro de uma guerra no centro da Europa impôs à Internacional definir uma prioridade absoluta: ajudar o movimento operário a exprimir uma posição independente e distante da retórica nacionalista da época. Na Primeira Mensagem do Conselho Geral sobre a Guerra Franco-Prussiana, Marx proclama aos operários franceses para derrubarem Luís Bonaparte e o império por ele instaurado, ao mesmo tempo que pede aos trabalhadores alemães que impeçam que a derrota de Bonaparte se convertesse num ataque ao povo francês:
| “ | Em contraste com a velha sociedade, com suas misérias econômicas e seu delírio político, uma nova sociedade está desabrochando, uma sociedade cuja regra internacional será a paz, porque em cada nação governará o mesmo princípio - o trabalho! A pioneira dessa nova sociedade é a Associação Internacional dos Trabalhadores. | ” |

Esse texto, impresso em Genebra com tiragem de 30 mil cópias (15 mil para a Alemanha e 15 mil para a França) foi a primeira grande declaração de política exterior da Internacional. Um dos que manifestaram entusiasticamente seu apoio a esse documento foi John Stuart Mill: "não há uma única palavra fora do lugar e não poderia ter sido escrito de modo mais sucinto".
Os líderes do Partido Social Democrata dos Trabalhadores da Alemanha, Wilhelm Liebknecht e August Bebel, foram os únicos membros do parlamento na Confederação Alemã que votaram contra o orçamento de guerra, e também várias seções da Internacional na França difundiram mensagens de amizade e solidariedade aos trabalhadores alemães.

### A Internacional e a Comuna de Paris

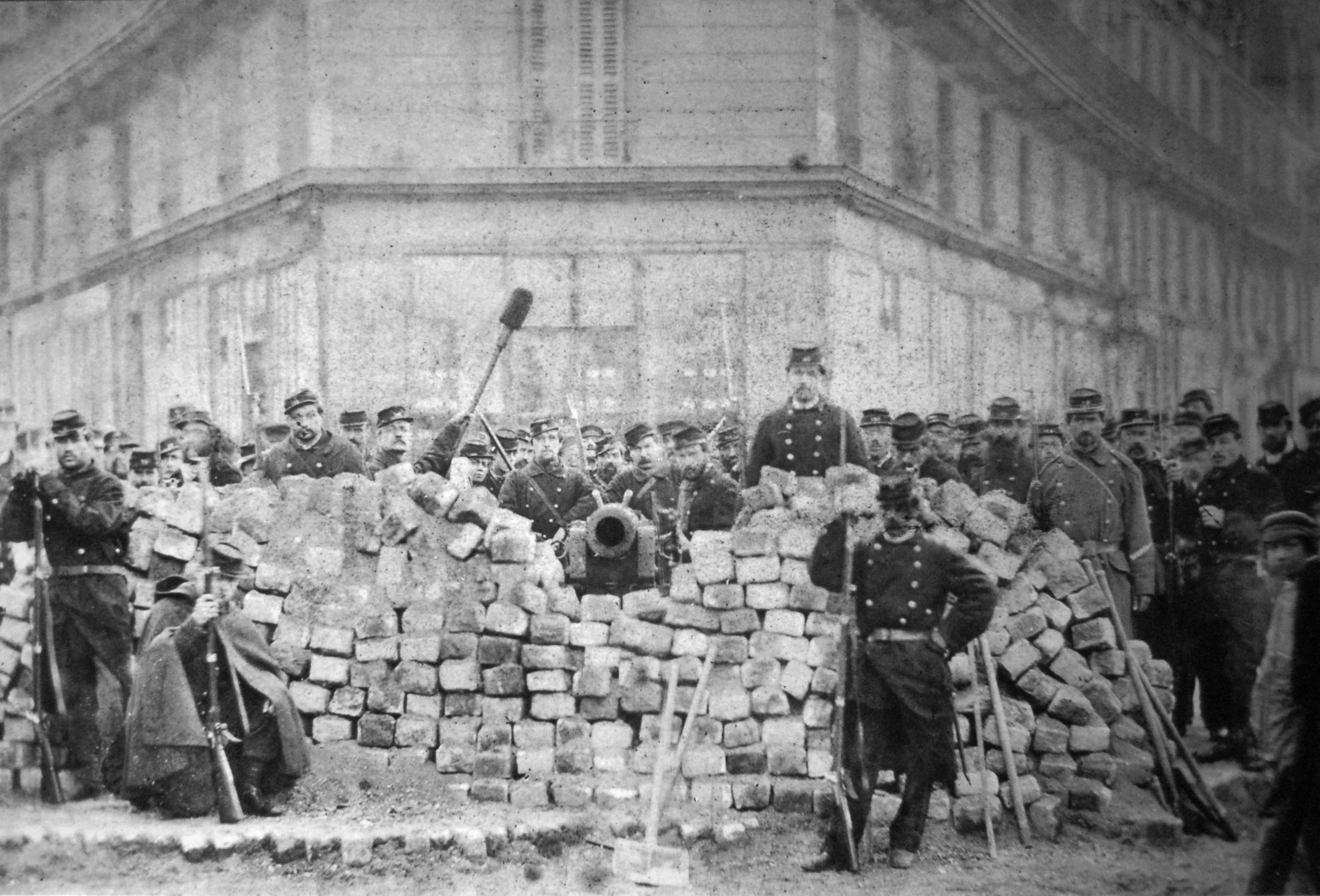
Communards erguem suas barricadas para defender a cidade.

A derrota francesa na Batalha de Sedan, em setembro de 1870, levou a queda do imperador Napoleão III e a formação de um governo republicano que passou a ser presidido por Adolphe Thiers, em janeiro de 1871. Uma eleição foi convocada para a Assembleia Nacional, e a maioria dos deputados eleitos em fevereiro do mesmo ano era conservadora e ligada aos proprietários rurais. Porém, em Paris, diferentemente do resto da França, o descontentamento popular era mais intenso, o que permitiu que as forças republicanas e progressistas vencessem por ampla maioria na capital francesa.
Ao mesmo tempo, os exércitos prussianos, que se encontravam em território francês, impuseram um cerco a Paris. A população da capital havia organizado diversas manifestações contra a derrota do exército frente aos prussianos e também por melhorias nas condições de vida e trabalho a que estava submetida. A Guarda Nacional Francesa também estava verificando um ascenso de insatisfações em seu seio, chegando a formar, a partir de comitês locais de destacamento, uma estrutura federativa que culminou, após algumas assembleias, na formação do Comitê Central da Guarda Nacional. Thiers, que havia assinado um armistício com o chanceler prussiano Otto von Bismarck em 26 de fevereiro, decidiu transferir a sede do governo para Versalhes, pretendendo retomar a capital que havia fugido de seu controle e desarmar a população. A ação intensificou a insatisfação popular, que somada à incapacidade dos exércitos franceses de defender a capital, levou a população mais pobre de Paris a assumir o governo da cidade de forma autônoma, proclamando a Comuna de Paris, após uma revolta que atingiu também a Guarda Nacional, que se insurgiu em 18 de março de 1871, ficando ao lado da população. A Comuna de Paris foi o primeiro governo operário da história e mais tarde viria a ser considerada como um dos eventos políticos mais importantes do movimento operário do século XIX. Foram proclamadas, também, comunas em Lion, Marselha, Toulouse e algumas outras cidades que, entretanto, existiram por pouco tempo.
Apesar da defesa convicta e da participação de diversos membros da Internacional na Comuna de Paris, a organização não impulsionou os parisienses à insurreição e nem exerceram uma influência decisiva sobre a Comuna e a liderança da Comuna de Paris esteve nas mãos da ala radical-jacobina. Logo após a proclamação da comuna, foram convocadas eleições municipais para 26 de março, na qual foram eleitos 85 representantes, dos quais 15 moderados e 4 radicais que renunciaram imediatamente e não participaram do Conselho da Comuna. Dos 66 restantes, 11 eram revolucionários sem clara orientação política; 14 provinham do Comitê Central da Guarda Nacional; 15 eram radicais-republicanos e socialistas; 9, blanquistas; e 17 eram membros da Internacional. Entre estes, estavam Édouard Vaillant, Benoît Malon, Auguste Serraillier, Jean-Louis Pindy, Albert Theisz, Charles Longuet, Louis Eugène Varlin e Leó Frankel.
A Comuna de Paris foi reprimida com violência pelo exército de Versalhes. Durante a denominada "semana sangrenta" (de 21 a 28 de maio), cerca de 10 mil communards foram mortos em combate ou sumariamente justiçados. Os prisioneiros capturados superam 43 mil, e destes, 13 500 foram condenados à prisão, a trabalhos forçados ou à pena de morte, ou então deportados para Nova Caledônia, enquanto cerca de 7 mil presos conseguiram fugir e exilar-se na Inglaterra, na Bélgica ou na Suíça. A imprensa conservadora e liberal europeia acusou os communards de numerosos crimes e atribuiu toda a responsabilidade dos acontecimentos à Internacional; Thiers pôs a organização na ilegalidade e solicitou ao primeiro-ministro inglês William Ewart Gladstone a adoção do mesmo procedimento, enquanto na Suíça pressões semelhantes foram dirigidas ao governo pelo papa Pio IX. Medidas contra a Internacional foram tomadas também no Império Austro-Húngaro, na Bélgica, Dinamarca, Alemanha e na Itália.
A crítica à Comuna de Paris também foi feita por setores mais moderados do movimento operário. Em seguida dos acontecimentos na França, os dirigentes sindicais reformistas Benjamin Lucraft e George Odger, intimidados pela campanha de imprensa criada contra os operários parisienses, desligaram-se da Internacional. Todavia, nenhum sindicato desfiliou-se da organização após o apoio da Internacional à comuna.
Apesar dos eventos dramáticos de Paris e da dura repressão posta em ação pelos governos da Europa, a força da Internacional aumentou após os acontecimentos da Comuna de Paris. A organização passou a representar uma ameaça à ordem constituída pelas classes capitalistas e pela burguesia, enquanto para os operários, representou uma esperança em um mundo sem exploração e desigualdades econômicas. A insurreição parisiense deu força ao movimento operário, impulsionando-o a assumir posições mais radicais e a intensificar a militância.
O crescimento da Internacional se manifestou por toda a parte. O número dos participantes das reuniões do Conselho Geral foi duplicado, e os jornais ligados à organização aumentaram tanto em número como em exemplares vendidos, além de ter prosseguido com sua expansão em nível local, crescendo na Bélgica e Espanha, países onde já antes da Comuna de Paris haviam alcançado um nível de participação considerável, e teve sua fundação formal na Itália, além da abertura de novas seções em Portugal e na Dinamarca, onde conseguiu rapidamente unificar a grande parte das recém-criadas organizações sindicais de Copenhague e da Jutlândia, além da criação de seções de trabalhadores irlandeses na Inglaterra, assim como a nomeação do dirigente operário Joseph Patrick McDonnell como secretário correspondente da Irlanda junto ao Conselho Geral, e pedidos de adesão de operários ingleses de Calcutá, de grupos de trabalhadores de Victoria, na Austrália, de Christchurch, na Nova Zelândia e até de alguns artesãos argentinos de Buenos Aires.

### Cisão e crise
Durante o cenário conturbado gerado pela repressão à Internacional e ao movimento operário, que não permitia a convocação de um novo congresso, o Conselho Geral decidiu promover uma conferência em Londres, que realizou-se de 17 a 23 de setembro de 1871 com a presença de 19 delegados vindos da Inglaterra, da Bélgica, da Suíça e da Espanha, além de exilados franceses. Apesar dos esforços para torná-la a mais representativa possível, tratou-se, de fato, de uma reunião ampliada do Conselho Geral.
Desde sua convocação, Marx anunciara que "nas presentes circunstâncias, a questão da organização era a mais importante". Ele expressou essa decisão durante a primeira sessão dos trabalhos: 
O Conselho Geral convocou uma conferência para discutir com os delegados de vários países as medidas a serem tomadas contra os perigos que ameaçam a Associação em muitos países, e para avançar em direção a uma nova organização, que corresponda às necessidades da situação. Em segundo lugar, para elaborar uma respostas aos governos que trabalham ininterruptamente para destruir a Associação com todos os meios que dispõem. E por fim, para resolver de uma vez por todas o conflito suíço.— Karl Marx
As prioridades da Conferência de Londres foram a reorganização da Internacional, sua defesa da ofensiva repressiva e obstaculizar a crescente influência de Bakunin na organização. Para realizar tais objetivos, Marx empenhou todos os seus esforços, sendo um dos mais ativos delegados da conferência, tomando a palavra por 102 vezes, refutando as propostas que não correspondiam a seus planos e persuadindo indecisos. A decisão de maior relevância tomada durante a conferência, e pela qual ela seria depois lembrada, foi a aprovação da Resolução IX, proposta por Vaillant e apoiada por Marx, que propunha a transformação da AIT em um partido internacional centralizado e disciplinado, sob a liderança do Conselho Geral. Os partidários de Marx e Vaillant acreditavam que tal resolução viria a construir um consenso mais amplo para as mudanças tidas como necessárias em uma nova fase da luta de classes, em que "o movimento econômico e a ação política do proletariado estariam indissoluvelmente unidos"; já os anarquistas partidários de Bakunin, se oporam à resolução, tomando-a como autoritária, nascendo daí uma oposição formal ao Conselho Geral, após a convocação de um congresso para 12 de novembro em Sonvilier pelos militantes da Federação do Jura. Nesse congresso, James Guillaume e outros participantes acusaram o conselho geral de ter introduzido na organização "o princípio de autoridade" e de haver alterado a estrutura originária, transformando-a "numa organização hierárquica, dirigida e governada por um comitê". Os suíços declararam-se "contra qualquer autoridade diretora, ainda que tal autoridade fosse eleita e aprovada pelos trabalhadores", e destacaram que na Internacional deveria ser conservado o "princípio de autonomia das seções", também através do redimensionamento do Conselho Geral num "simples escritório de correspondência e estatística". Por fim, convocaram um congresso a ser realizado o mais breve possível.
Oposições às decisões do Conselho Geral surgiram também em outros países, que foram recebidas como uma forte ingerência na autonomia política local, e portanto, como uma imposição inaceitável. A Federação Belga, que durante a conferência havia tentado construir uma mediação entre as partes, começou a adotar uma posição bastante crítica em relação a Londres; em seguida, também os holandeses assumiram uma posição de distanciamento crítico. Ainda mais duras foram as reação na Europa meridional, onde a oposição rapidamente obteve notáveis consensos. A maior parte dos membros ibéricos da Internacional voltou-se contra as resoluções do Conselho Geral e adotou as ideias de Bakunin, bem como na Itália, onde se assumiu a posição mais radical contra o Conselho Geral: não participariam do próximo congresso da Internacional e estariam presentes apenas em Neuchâtel, na Suíça, onde iriam propor a realização de um "congresso geral antiautoritário".
Na América, embora por razões diferentes, a organização também viu explodir um sério conflito interno. No decorrer de 1871, a Internacional havia crescido em várias cidades dos Estados Unidos, alcançando um total de cerca de 2 700 militantes, divididos em 50 seções. No ano seguinte, seu contingente aumentou ainda mais, ainda que o número total (provavelmente cerca de 4 mil) constituísse uma parte minúscula da classe trabalhadora americana, que à época ultrapassava 2 milhões, pois a organização não conseguiu atrair os trabalhadores nascidos nos Estados Unidos. A seus limites originários somaram os danos provocados pelos conflitos internos. Em dezembro de 1871, de fato, os membros americanos da Internacional se dividiram em dois grupos, ambos com base em Nova Iorque, onde se encontrava grande parte dos militantes, e cada um destes grupos reivindicava ser o representante legítimo da Internacional nos Estados Unidos.
O primeiro grupo, inicialmente mais numeroso e conhecido pelo nome de Spring Street Council, propunha uma aliança entre os setores liberais da sociedade americana e contava com o apoio de Johann Eccarius, secretário correspondente junto ao Conselho Geral; o segundo, cuja sede era localizada no Tenth Ward Hotel, defendia o caráter operário da Associação e tinha como expoente mais significativo Friedrich Adolph Sorge. Em março de 1872, o Conselho Geral tentou uma reconciliação entre as partes e sugeriu a realização de um congresso unitário para o mês de julho, mas a tentativa fracassou e em maio, a cisão tornou-se oficial. O grupo do Tenth Ward Hotel realizou seu congresso entre 6 e 8 de julho de 1872, no qual foi fundada a Federação Americana, que contava com 950 filiados em 22 seções (12 alemãs, 4 francesas, 1 irlandesa, 1 para trabalhadores escandinavos e apenas 3 de língua inglesa), enquanto o Spring Street Council contava com a maior parte dos outros militantes residentes em Nova Iorque. Porém, em maio de 1872, alguns de seus membros aderiram à convenção do Partido por Direitos Iguais (Equal Rights Party), que lançou a candidatura de Victoria Woodhull para a presidência dos Estados Unidos. A ausência de uma plataforma de classe no programa do partido, que continha apenas promessas genéricas de regulação das condições laborais e criação de postos de trabalho para os desempregados, convenceu diversas seções a abandoná-lo, ficando apenas com 1.500 militantes. Em julho, quando foi fundada em seu congresso a Confederação Americana, não havia restado mais do que 13 seções com menos de 500 militantes, sobretudo artesãos e intelectuais, que acabaram unindo-se a outras federações que na Europa contestavam a linha do Conselho Geral.
Apoiando as decisões do Conselho Geral, estavam a maior parte dos membros ingleses da associação, os franceses (sobretudo blanquistas), alemães e as recém-criadas seções na Dinamarca, Irlanda, em Portugal e no Leste Europeu, na Hungria e Boêmia. A oposição ao Conselho Geral foi de diversos tipos e tornou a direção da organização problemática. Além da grande influência das ideias de Bakunin em alguns países e da capacidade política de Guillaume de congregar vários opositores, a resolução da conferência de Londres foi tida por muitos como uma forte imposição, pois a grande autonomia das várias realidades das quais se compunha a Internacional era considerado um dos mais importantes princípios da associação, não só pelo grupo ligado às ideias de Bakunin, mas por grande parte das federações e seções locais, e longe do efeito benéfico que Marx imaginara, as decisões tomadas na conferência de Londres em vez de resolver os conflitos internos somente agravaram significativamente a crise da organização, porquanto foi conduzida de modo rígido, sem avaliar adequadamente os contextos internos da Internacional e também sem êxito ao tentar impedir o fortalecimento da ala bakuninista. Porém, apesar dos numerosos conflitos internos, 1872 foi o ano em que a organização teve seu momento de maior expansão na Itália, na Dinamarca, em Portugal e na Holanda, embora tenha sido desmantelada na França, na Alemanhã e no Império Austro-Húngaro, e grande parte dos militantes da associação ignoravam a gravidade dos conflitos que se davam no seio da Internacional.

#### Congresso de Haia de 1872

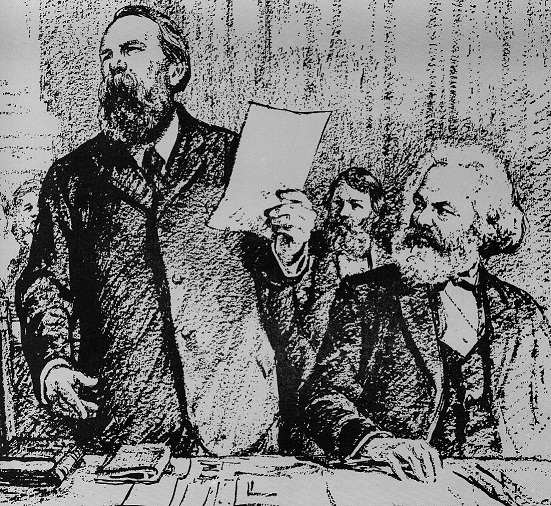
Friedrich Engels e Karl Marx no Congresso de Haia em 1872.

Após três anos sem realizar nenhum congresso devido à Guerra Franco-Prussiana, aos acontecimentos da Comuna de Paris e à dura repressão que se seguiu a ela, a Internacional volta a reunir-se entre 2 e 7 de setembro de 1872, no V Congresso Geral, realizado em Haia. Participaram, do congresso, 65 delegados representando 14 países, sendo a maioria compostas de franceses e alemães, com respectivamente 18 e 15 delegados, além de 7 delegados belgas, 5 ingleses, 5 espanhóis, 4 suíços, 4 holandeses e 2 austríacos, enquanto as seções da Dinamarca, Irlanda, Hungria, Polônia e Austrália contaram cada uma com apenas um delegado. O componente autonomista, de oposição ao Conselho Geral, foi representado por 25 desses delegados, todos provenientes da Bélgica, Espanha e Holanda, metade dos suíços e alguns da Inglaterra, França e Estados Unidos. Foi também o único congresso em que Karl Marx e Friedrich Engels estiveram presentes, dirigindo-o na ocasião.
Todas as sessões do congresso foram marcadas por irredutível antagonismo entre as duas posições contrapostas. Os debates foram mais pobres do que aqueles dos dois congressos precedentes, dominados a tal ponto pelos conflitos que os três primeiros dias de trabalhos foram consumidos na resolução de problemas relativos à verificação das credenciais dos presentes. A representatividade dos delegados foi absolutamente parcial, não espelhando as verdadeiras relações de força no interior da organização. Na Alemanha, por exemplo, não existiam propriamente seções da Internacional, enquanto, na França, elas eram clandestinas, o que tornava discutível a verificação dos mandatos de seus delegados, enquanto outros participantes eram delegados do Conselho Geral e não representavam nenhuma seção.
A mais relevante e controversa resolução tomada no Congresso de Haia foi a inclusão do artigo 7a nos Estatutos Gerais da Internacional, que colocava a conquista do poder político como uma meta a ser alcançada pelos membros da Associação, juntamente com a indicação de que o partido operário era um instrumento essencial para alcançá-la. Outra decisão polêmica foi a de conferir poderes mais amplos ao Conselho Geral, que foi aprovada com 32 votos a favor, 6 contra e 12 abstenções, tornando a situação intolerável para os opositores do Conselho Geral. A partir daquele momento, o Conselho Geral tinha a tarefa de garantir em cada país a "rígida observação dos princípios, estatutos e regras da Internacional", e a ele se atribuía "o direito de suspender ramos, seções, conselhos ou comitês federais e federações da Internacional até o próximo congresso".
Após aprovada tal resolução, pela primeira vez na história da organização, por 47 votos a favor e 9 abstenções, foi aprovada a decisão do Conselho Geral de expulsar uma organização: a seção do Spring Street Council de Nova Iorque, motivada pelo princípio de que a Internacional era "baseada na abolição das classes e não podia admitir nenhuma seção burguesa". Em seguida, também foram aprovadas as expulsões de Bakunin (25 votos a favor, 6 contra, 7 abstenções) e James Guillame (25 votos a favor, 9 contra, 8 abstenções), que foram propostas por uma comissão de inquérito que descreveu a Aliança da Democracia Socialista como "uma organização secreta, com estatutos completamente opostos aos da Internacional". Por outro lado, rejeitou-se a proposta de expulsão de Adhémar Schwitzguébel, um dos fundadores e membros mais ativos da Federação do Jura, sobre o qual recaíram as mesmas acusações formuladas contra Bakunin e Guillaume. Os socialistas portugueses vão participar no Congresso através do delegado Paul Lafargue e apresentam um documento sobre a realidade portuguesa, mas também a proposta de dissolução da Aliança e expulsão de todos os seus membros.
Na sessão matutina de 6 de setembro, consumou-se o último ato da Internacional antes da cisão definitiva, com Engels propondo que a sede do Conselho Geral fosse transferida para Nova Iorque para o ano de 1873 e que ele fosse formado por membros do Conselho Federal Americano, defendendo a proposta ao argumentar que "em Londres os conflitos entre os grupos haviam atingido um tal nível que o Conselho Geral tinha de ser transferido para outro lugar" e que Nova Iorque era a melhor escolha em tempos de repressão. Outro fator importante para a mudança foi a posição de Marx, que preferia ver a Internacional inativa ao vê-la nas mãos de seus adversários políticos. Os blanquistas opuseram-se violentamente contra a decisão, argumentando que "A Internacional deveria ser a organização insurrecional do proletariado" e que "quando um partido se une para a luta sua ação é maior na medida em que seu comitê de liderança é ativo, bem armado e poderoso", além de terem sentido-se traídos ao ver o Conselho Geral ser transferido "para o outro lado do Atlântico enquanto o corpo armado estava lutando na Europa".
Partindo do pressuposto de que "a Internacional tivera um papel pioneiro na luta econômica", os blanquistas desejavam que ela desempenhasse "um papel similar com respeito à luta política" e sua transformação num "partido operário revolucionário internacional". Percebendo que não seria mais possível exercer influência sobre o Conselho Geral, os blanquistas abandonaram o congresso e, pouco tempo depois, a Internacional. Além dos blanquistas, muitos membros, mesmo alinhados ao Conselho Geral, votaram contra a mudança para Nova Iorque, por entender que isso equivalia ao fim da Internacional como estrutura operacional. A decisão foi aprovada por apenas três votos (26 a favor, 23 contra), dando início a cisão definitiva da Internacional, que viria a dividir-se em duas organizações, uma centralista, composta pelos membros favoráveis a uma organização dirigida politicamente pelo Conselho Geral, e outra autonomista, que reconhecia às seções a absoluta autonomia de decisão.

#### A Internacional centralista

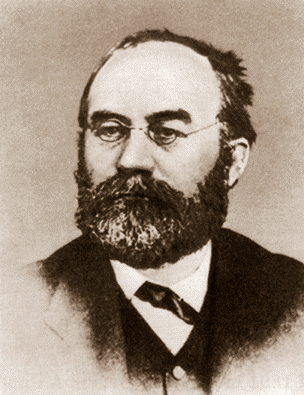
Friedrich Sorge foi secretário geral da Internacional centralista e um dos mais importantes membros da Federação Americana.

Poucas forças na Europa se aliaram com a Federação Americana em apoio ao novo Conselho Geral sediado em Nova Iorque. Entre elas, estavam a Federação Romanda e algumas seções de língua alemã na Suíça, o Partido Social Democrata dos Trabalhadores da Alemanha, as recentemente criadas seções austríacas e as federações de Portugal e da Dinamarca. Na Espanha, Itália e Holanda, no entanto, poucos se aliaram ao novo Conselho Geral; na Irlanda a organização não se firmara, na França em 1873 não existia nenhuma seção da Internacional e na Inglaterra, o Conselho Federal Inglês dividiu-se em dois grupos, hostis entre si, que reivindicavam representar a Internacional na Grã-Bretanha, mas que rapidamente entraram em declínio.
O congresso geral dos centralistas foi realizado em 1873 em Genebra, mesma cidade que havia sediado o primeiro encontra da Internacional. Participaram do congresso trinta delegados, entre os quais, pela primeira vez, duas mulheres. Porém, quinze desses delegados eram de Genebra e a representação de representantes de outros países reduziu-se a um alemão, um belga e um austríaco.
Nos Estados Unidos, não obstante os esforços efetuados por Friedrich Sorge para manter a Internacional, a Federação Americana estava muito próxima do colapso, devido a sua alarmante situação financeira e ao declínio de seus filiados para menos de mil. Também a qualidade de seus documentos oficiais era precária, contendo frequentes erros de ortografia, pois faltavam dirigentes capazes de escrever adequadamente em inglês e francês. Reduzida a ocupar-se exclusivamente de questões relativas aos Estados Unidos, a Federação Americana não conseguiu, apesar dos seus esforços, mobilizar os trabalhadores nativos, que alternaram sentimentos de hostilidade e indiferença em relação à organização. O fim da Internacional centralista deu-se em 15 de julho de de 1876, quando 10 delegados representando 635 membros reuniram-se na Filadélfia pronunciando-se pela dissolução do Conselho Geral.

#### A Internacional autonomista

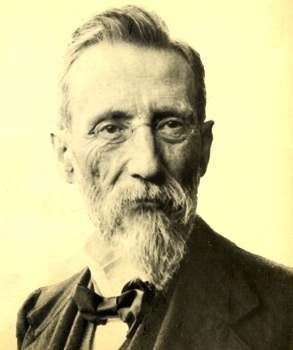
James Guillaume foi um dos fundadores da Internacional autonomista e um dos líderes da oposição à linha política do Conselho Geral.

Se a organização centralista operou em apenas alguns poucos países e não deu nenhuma contribuição significativa ao desenvolvimento do movimento operário e de discussões teóricas, a Internacional autonomista, ao contrário, continuou a ser por alguns anos uma realidade concreta e decisivamente mais ativa. No congresso de Saint-Imier, no qual tomaram parte além dos suíços também os italianos, espanhóis e franceses, foi estabelecido que "ninguém tem o direito de privar as federações e seções autônomas do incontestável direito de determinar a si mesmas e seguir a linha de conduta política que elas creem ser a melhor". Essa declaração reuniu numa frente ampla todos os opositores de Marx, que propuseram um "pacto de amizade, solidariedade e defesa mútua" entre todas as federações que defendiam a autonomia federalista no seio da Internacional.
Nos meses sucessivos, a organização recebeu numerosas adesões. O baluarte dos autonomistas continuou sendo a Espanha, que nem com as perseguições promovidas por Práxedes Mateo Sagasta deixou de desenvolver-se; o congresso federal, realizado em Córdoba, entre dezembro de 1872 e janeiro de 1873, mostrou uma organização em plena expansão, formada por mais de cinquenta federações, compostas de mais de trezentas seções, que reuniam um total de mais de 25 mil membros. Além da Espanha, a partir do fim de 1872, a Internacional autonomista expandiu-se em novos países. Em dezembro, a Federação Belga, reunida em Bruxelas, depois de haver declarado nulas as resoluções adotas em Haia, recusou-se a reconhecer o Conselho Geral de Nova Iorque e subscreveu o pacto de Haia. Em janeiro de 1873, aderiram à organização seções inglesas lideradas por Johann Eccarius, seguidos, no mês seguinte, da Federação Holandesa. Também mantiveram contatos na França, Áustria e nos Estados Unidos.
Além dos autonomistas formarem a maioria de uma Internacional renovada, a organização formou também um conglomerado das mais diversas doutrinas ideológicas: dela faziam parte tanto os anarquistas suíços e italianos quanto os belgas liderados por César de Paepe, que defendia um socialismo no qual o Estado popular (Volksstaat) deveria ter maiores poderes e competências, a começar pela gestão de todos os serviços públicos. Ainda havia os ingleses, favoráveis não só à participação em eleições como também à aliança com as forças burguesas mais progressistas, e até mesmo lassalianos provenientes da Associação Geral dos Trabalhadores Alemães.
Os autonomistas realizaram seu primeiro congresso (por eles definido como sexto, pois consideravam-se os legítimos continuadores da Internacional) em Genebra. O congresso reuniu 32 delegados, provenientes da Bélgica, Espanha, França, Itália, Inglaterra, Holanda e Suíça, e ocorreu de 1 a 6 de setembro de 1873, uma semana antes do congresso dos centralistas, e declararam que sua reunião abria "uma nova era na Internacional". Por unanimidade, aboliram o Conselho Geral e pela primeira vez numa reunião da Internacional houve um debate sobre a sociedade anarquista. Além disso, foi proposta a ideia de greve geral para a realização da revolução social, lançando um dos princípios básicos do anarcossindicalismo.
O congresso seguinte foi realizado em Bruxelas, de 7 a 13 de setembro de 1874 e contou com a participação de 16 delegados, entre os quais um inglês (Eccarius), um espanhol e o restante, belgas. Entre os 14 delegados belgas, dois possuíam o mandato de uma seção francesa (Paris) e de uma italiana (Palermo), enquanto dois eram alemães, à época residentes na Bélgica. Estes últimos eram lassalianos, e um deles, Karl Frohme, representante da Associação Geral dos Trabalhadores Alemães. Apesar das divergências entre todas as tendências presentes na nova Internacional, Guillaume motivou a presença de todas as tendências socialistas no seio da organização, referindo-se às novas regras aprovadas pelo congresso de Genebra de 1873, segundo as quais os trabalhadores de cada país podiam escolher livremente o modo que julgavam o mais justo para obter sua própria emancipação. O debate realizado nesse congresso concentrou-se na escolha entre anarquia e Estado popular, e seu principal protagonista foi De Paepe, que em uma das suas intervenções, afirmou que "na Espanha, numa parte da Itália e no Jura havia partidários da anarquia; enquanto na Alemanha, na Holanda, na Inglaterra e na América havia partidários do Estado operário, e a Bélgica flutuava entre as duas tendências". Tampouco nesse caso foi tomada qualquer decisão coletiva, e no fim do congresso sancionou-se por unanimidade que "cabia a cada federação e partido democrático socialista de cada país determinar a linha de conduta política que pensava ser mais adequada".
No curso do oitavo congresso, realizado em Berna de 26 a 30 de outubro de 1876, a discussão prosseguiu na mesma linha da reunião precedente. Dela participaram 28 delegados, dos quais 19 suíços (17 da Federação do Jura), 4 da federação italiana, 2 da espanhola e 2 da francesa, além de De Paepe, como representante da Bélgica e da Holanda. A reunião concluiu-se acolhendo uma proposta da federação belga, que convocava para o ano seguinte um congresso socialista universal, ao qual seriam chamadas "todas as frações dos partidos e tendências socialistas da Europa".
O último congresso da Internacional autonomista ocorreu um pouco antes da realização do Congresso Socialista Universal, e foi realizado em Verviers, de 6 a 8 de setembro de 1877. Dele participaram 22 delegados: 13 da Bélgica, 2 da Espanha, 2 da Itália, 2 da França e 2 da Alemanha, além de Guillaume, representante da Federação do Jura, aos quais se juntaram três enviados de grupos socialistas, presentes à reunião com função meramente consultiva. Um deles era o russo Piotr Kropotkin, um dos pais do anarcocomunismo. Desse encontro, participaram somente militantes de tendência anarquista, e entre eles, alguns que pouco tempo depois passariam ao socialismo, como o italiano Andrea Costa. O congresso foi considerado um fracasso por não ter conseguido o amplo apoio das classes trabalhadoras, visto a radicalização do movimento anarquista por influência do populismo e do niilismo russos, inclusive mostrando simpatia e solidariedade aos atentados cometidos em São Petersburgo pelos niilistas e com a insurreição italiana ocorrida em Benevento. Assim, a Internacional autonomista havia exaurido seu ciclo, e seu fim significou também o ocaso das relações entre anarquistas e socialistas, que, a partir daquele momento, viram seus caminhos definitivamente separados, o que ficou evidente na realização do Congresso Socialista Universal em Gent, entre 9 e 16 de setembro, aonde a grande maioria dos presentes subscreveu um pacto no qual se declarava que "a emancipação social é inseparável da emancipação política, devendo o proletariado utilizar todos os meios políticos voltados à emancipação social" e preconizando "a necessidade da ação política como um poderoso meio de agitação, propaganda, educação popular e associação".

## Legado
Para o historiador francês Jacques Droz, a fundação da Primeira Internacional é um marco na história das lutas sociais contemporâneas, pelo fato de ser a primeira vez em que a classe trabalhadora propõe-se à conquista do poder político. O historiador inglês Eric Hobsbawm afirma que a Primeira Internacional ajudou sistematicamente a formação de um maciço movimento industrial e sindical, marcando definitivamente o movimento operário a partir de meados da década de 1860 e que desde então os "movimentos da massa trabalhadora haveriam de ser organizados, independentes, políticos e socialistas". Para o historiador russo Yuri Mikhailovich Steklov, a Primeira Internacional reuniu as três principais tendências do movimento operário contemporâneo: os comunistas, representados por Karl Marx; os anarquistas, representados por Mikhail Bakunin; e os moderados, representados pelos sindicalistas ingleses. Devido à confluência de diversas correntes ideológicas em seu seio, geralmente é atribuído à Primeira Internacional um caráter de classe, e não apenas um caráter político e ideológico atribuído às Internacionais fundadas posteriormente.
No período que se seguiu ao colapso da Primeira Internacional, o movimento operário cresceu de maneira praticamente independente em cada país, mantendo apenas uma ligação tênue. Entre 1876 e 1889, não houve qualquer vínculo estável. Posteriormente, havia conferências internacionais de trabalhadores, convocadas ad hoc por diferentes entidades: 1877, em Gent; 1881, em Chur; 1883 e 1886, em Paris; 1888, em Londres. Após o fim da Internacional de St. Imier, os anarquistas tentaram fundar uma nova Internacional em 1881 que ficou conhecida como "Internacional Negra" e que, por um tempo, teve expressão considerável nos Estados Unidos. A Segunda Internacional foi formada em 1889 por iniciativa de Friedrich Engels na ocasião do Congresso Internacional de Paris, realizado em 14 de julho de 1889, em que participaram delegações de vinte países e que decidiu promover a realização de congressos internacionais periodicamente. Alguns anarquistas que estiveram presentes ao congresso, defenderam a concentração da luta dos trabalhadores essencialmente no terreno econômico, rejeitando a divisão política, mas eles foram excluídos do congresso, em razão das claras divergências táticas. A Segunda Internacional, de modo geral, organizou em seu seio partidos socialistas democráticos e reformistas, e esteve ativa até 1916. Uma cisão da extrema-esquerda na organização acabou por originar a Terceira Internacional.
A Terceira Internacional, também conhecida como Internacional Comunista ou Comintern, foi a internacional criada por Lênin e pelo Partido Comunista da União Soviética em março de 1919 para reunir os partidos comunistas de todo o mundo. Tinha, como propósito, conforme seus primeiros estatutos, "lutar pela superação do capitalismo, o estabelecimento da ditadura do proletariado e da República Internacional dos Sovietes, a completa abolição das classes e a realização do socialismo, como uma transição para a sociedade comunista, com a completa abolição do Estado e para isso se utilizando de todos os meios disponíveis, inclusive armados, para derrubar a burguesia internacional". A Comintern teve sete congressos mundiais, o primeiro deles em março de 1919. Enquanto Lênin viveu, os congressos eram anuais e foram realizados cinco deles, de 1919 a 1923. Após a morte de Lênin, este princípio da anualidade foi abandonado por Stálin, que desconfiava do Comintern e desejava transformá-lo em um mero instrumento da política externa soviética. Assim, sob o comando de Stálin, o Comintern teria apenas dois congressos: o sexto, em 1928, e o sétimo e último, em 1935, antes de ser dissolvido em 1943. Trótski, após sua expulsão da União Soviética, acaba por fundar na França em 1937 a Quarta Internacional, com o objetivo declarado de ajudar a classe trabalhadora a alcançar o socialismo, considerando que a Comintern estava "perdida para o stalinismo" e incapaz de levar a classe trabalhadora internacional ao poder político.
Em dezembro de 1922, é fundada uma nova Associação Internacional dos Trabalhadores, de orientação anarcossindicalista, reivindicando o legado das seções antiautoritárias da Primeira Internacional. Baseada nos princípios do sindicalismo revolucionário, a associação pretende "dar às organizações econômicas sindicais uma base nacional e industrial" para que possam lutar pelos interesses políticos e econômicos da classe trabalhadora, e onde isto já se verifique, "fortalecer as que estejam decididas a lutar pela destruição do capitalismo e do Estado". Em seu auge, a organização chegou a representar milhões de trabalhadores mundialmente. Seus sindicatos membros tiveram um papel central em importantes conflitos sociais das décadas de 1920 e 1930. Entretanto, a organização formou-se quando diversos países entravam em períodos de extrema repressão, e vários dos maiores sindicatos que integravam a organização foram desarticulados durante esse período. Entretanto, a Associação Internacional dos Trabalhadores anarcossindicalista permanece ativa até os dias de hoje e conta com representação em Portugal e no Brasil.